# Biserica de lemn din Tătărăști

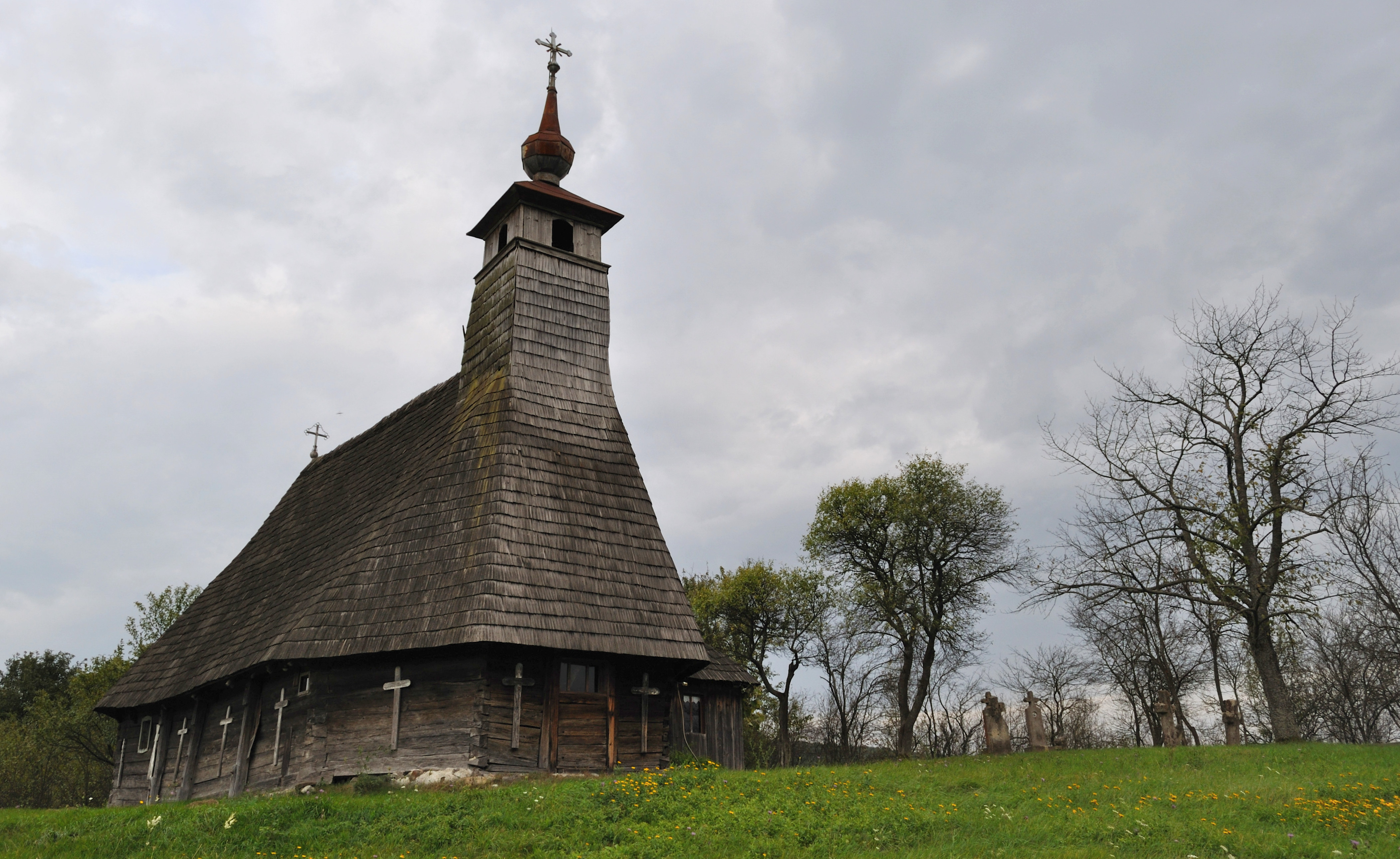
Biserica de lemn „Sfinții Arhangheli” din Tătărăști, comuna Burjuc, județul Hunedoara, foto: septembrie 2010.

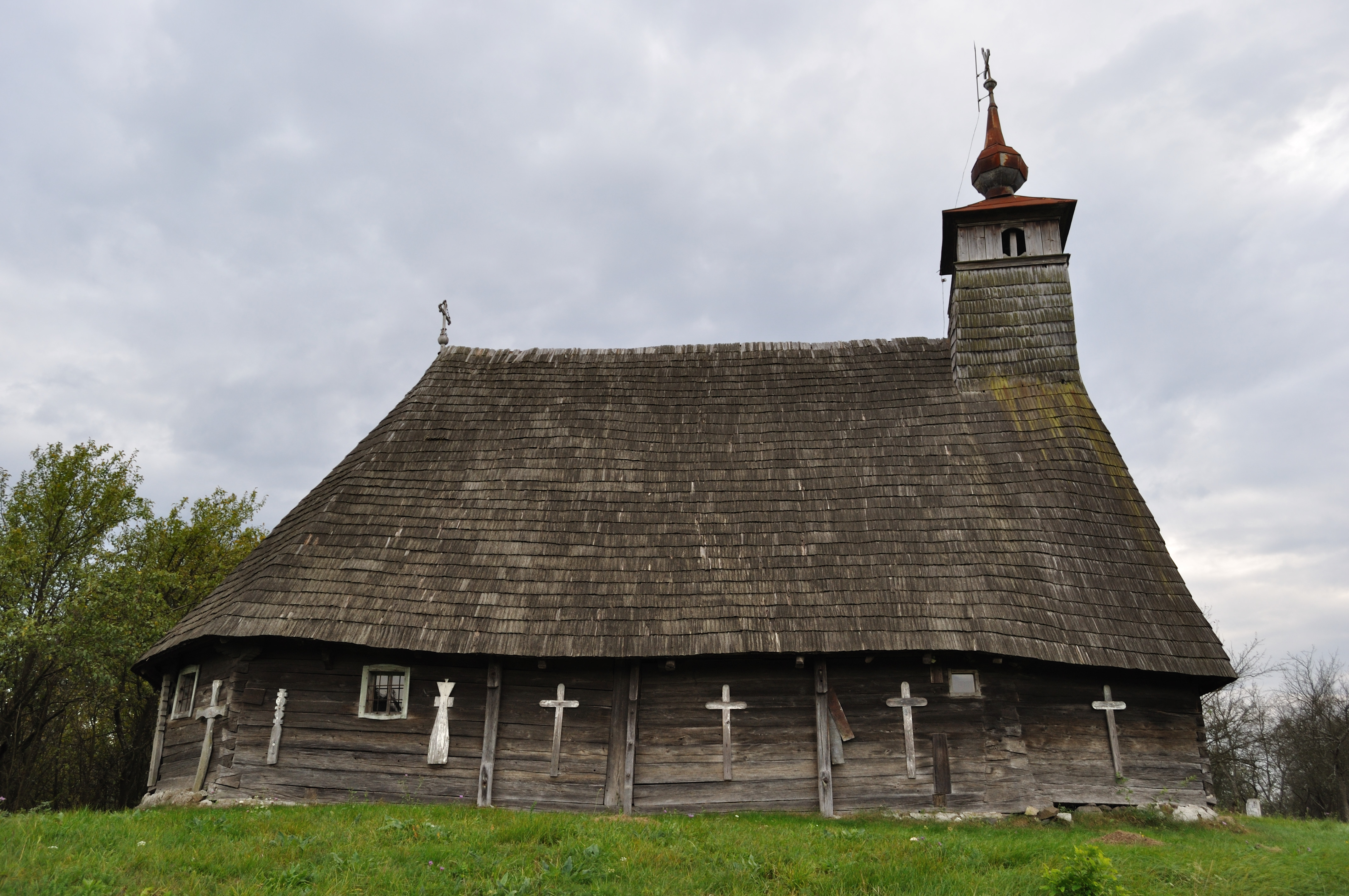
Biserica (nord)

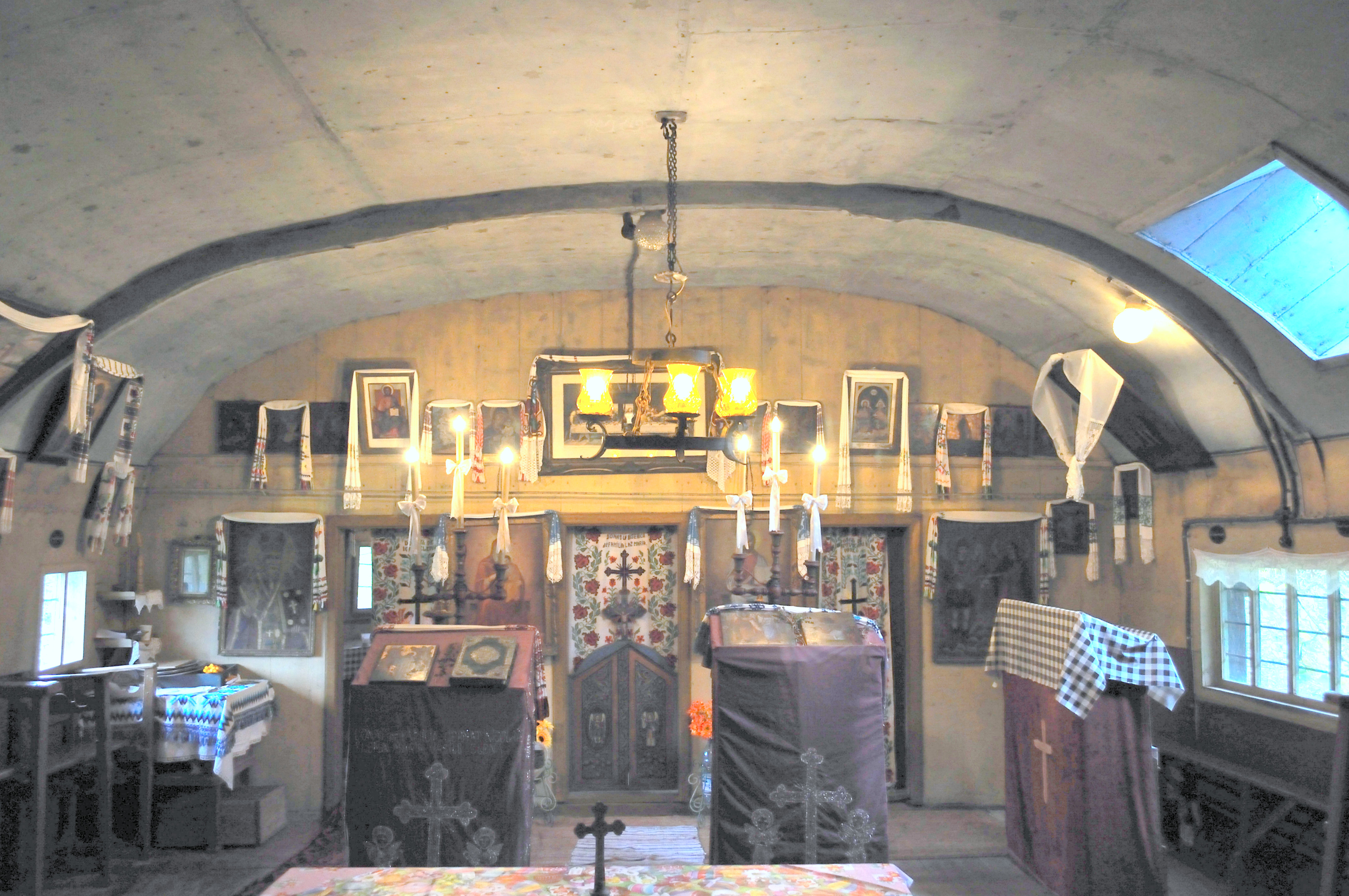
Nava spre iconostas

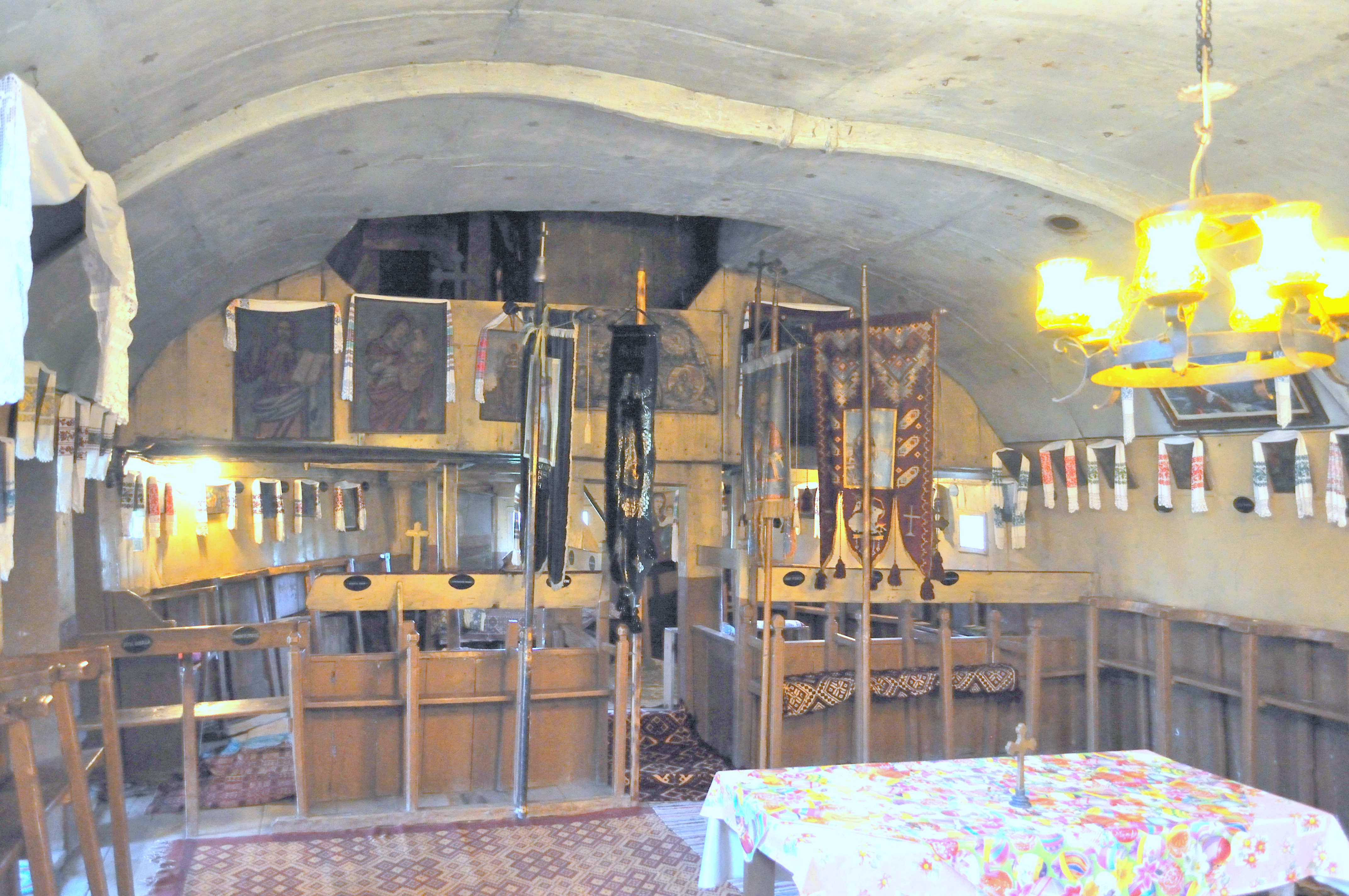
Nava spre ieșire

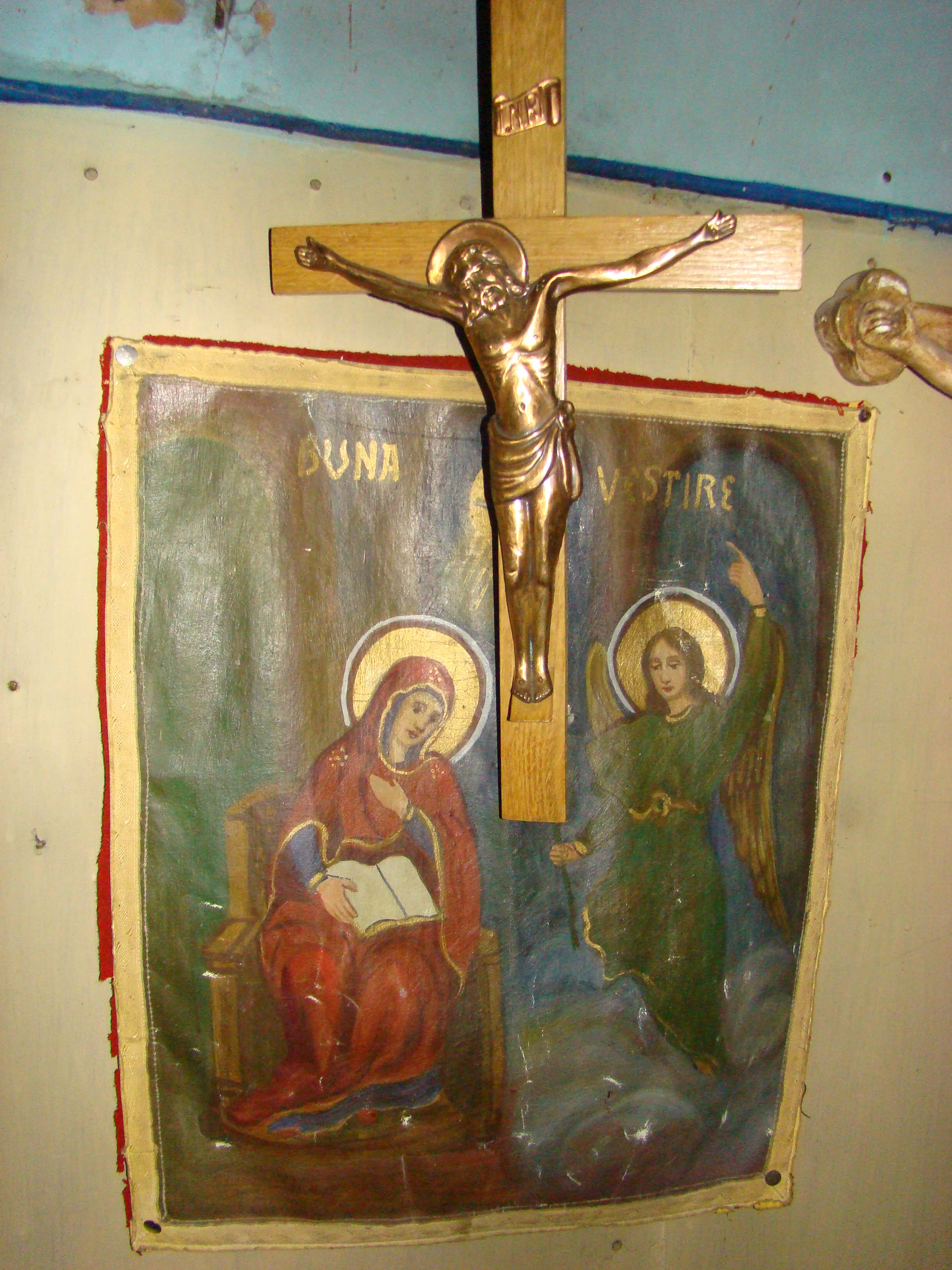
Actuala căptușeală de placaj s-a suprapus, în 1966, peste un decor pictural de la mijlocul secolului al XVIII-lea

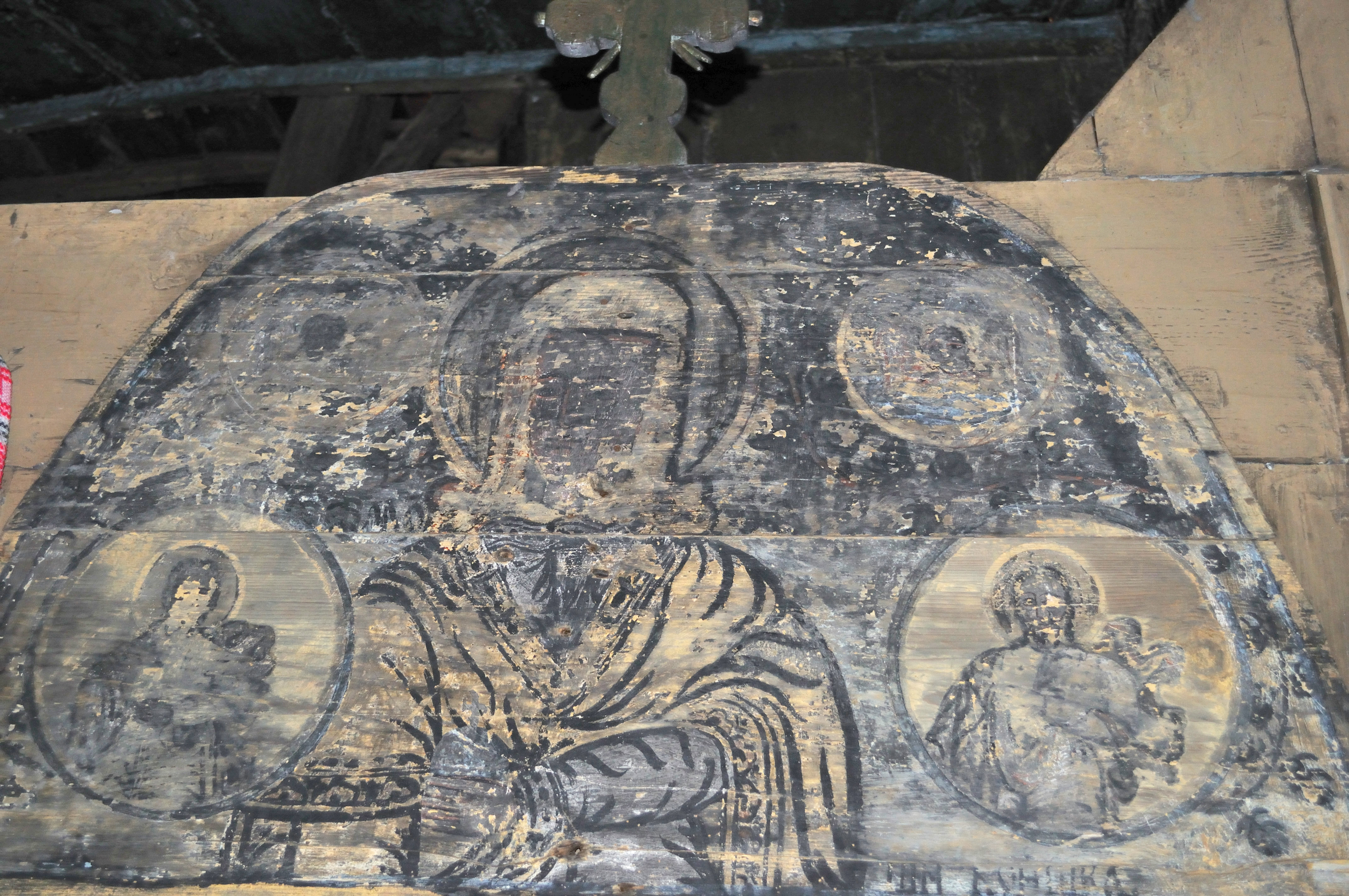
Autorul acelui decor pictural este același zugrav anonim care a executat și registrul superior al tâmplei

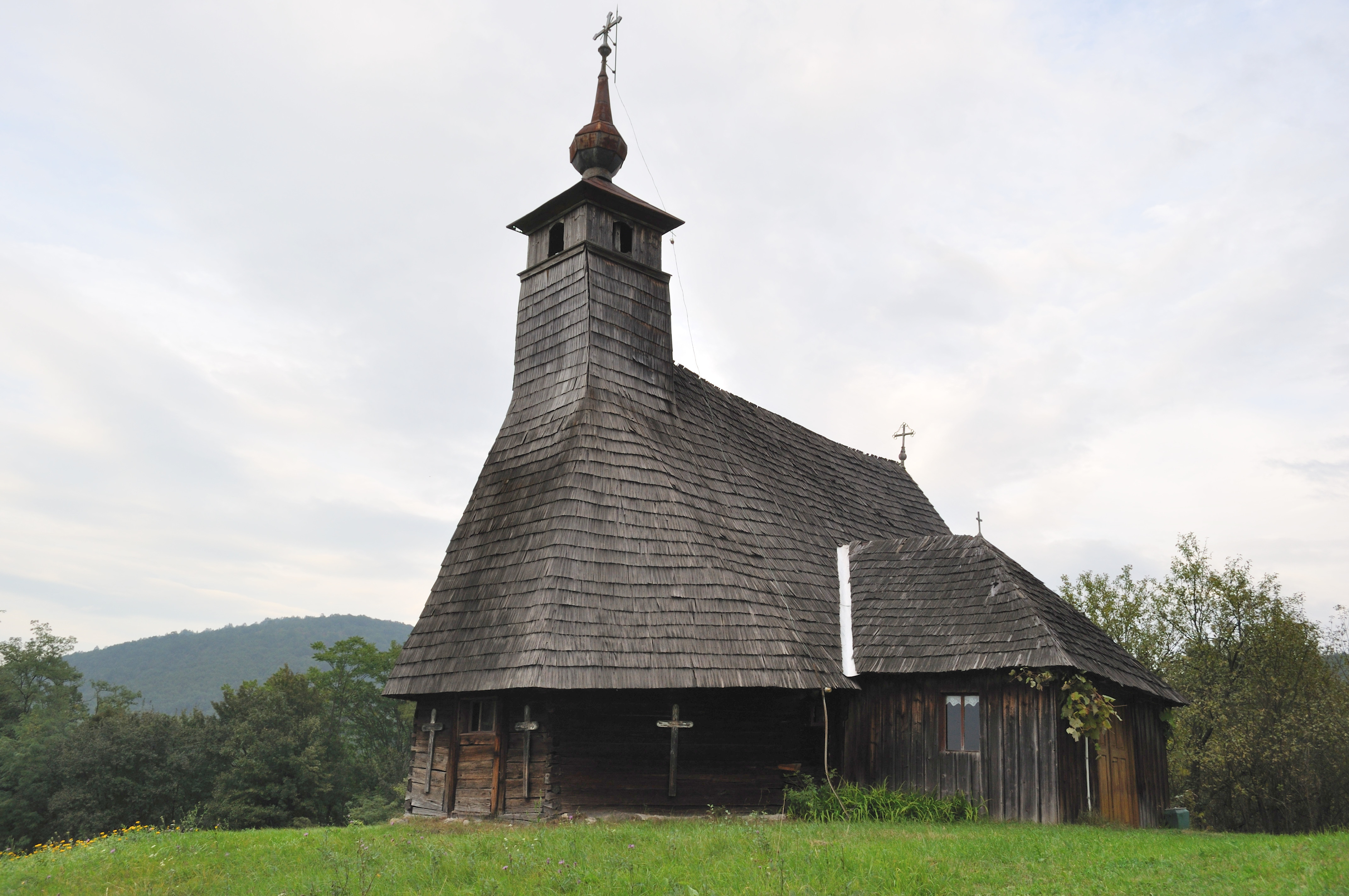
În dreptul unicei intrări sudice a fost adosat, în 1974, un pridvor închis din scânduri

Biserica de lemn din Tătărăști, comuna Burjuc, județul Hunedoara a fost ridicată în secolul XVII. Are hramul „Sfinții Arhangheli”. În ciuda vechimii sale și a măiestriei lucrului în lemn biserica nu se află pe noua listă a monumentelor istorice.

## Istoric și trăsături
Biserica „Sfinții Arhangheli Mihail și Gavriil” se află în vechea vatră a satului Tătărăști, sub „dealul Plăiștorii”. Este un edificiu de lemn, cu altarul și pronaosul nedecroșate, poligonale, cu trei laturi. Absida amplă păstrează particularitatea arhaică, rar întâlnită, a îmbinării bârnelor în ax. Impresionant este acoperișul bisericii, în dimensiunile sale înscriindu-se de peste trei ori înălțimea pereților. Chiar și ferestrele lăcașului au fost tăiate în panta șiței, reînnoită, ultima oară, în 1986. Inițial, la interior a existat o boltă comună, sacrificată, spre apus, în momentul modificării pronaosului prin adosarea unei mici clopotnițe cu foișor simplu și coif de inspirație barocă. Începuturile lăcașului coboară cel puțin până în secolul al XVII-lea; tradiția locală transmite informația că lăcașul s-a edificat la „Drumul Țării”, în perioada medievală, fiind mutat pe actualul amplasament în cursul marilor invazii turco-tătare din anii 1658-1660. Biserica, renovată în 1956, apare menționată în tabelele comisiilor de conscriere din anii 1733, 1750, 1761-1762, 1805 și 1829-1831, precum și pe harta iosefină a Transilvaniei (1769-1773).

## Imagini din interior

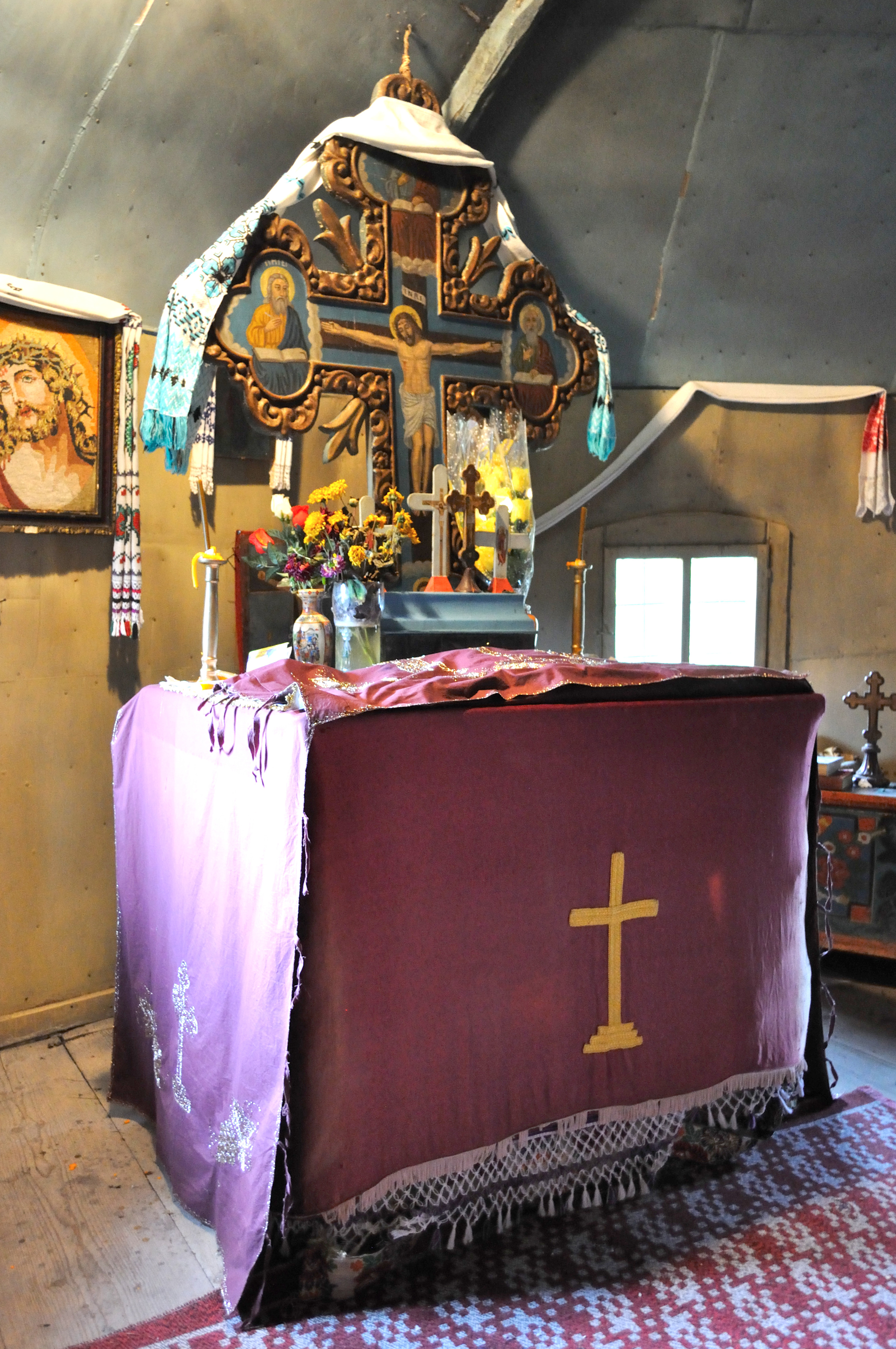
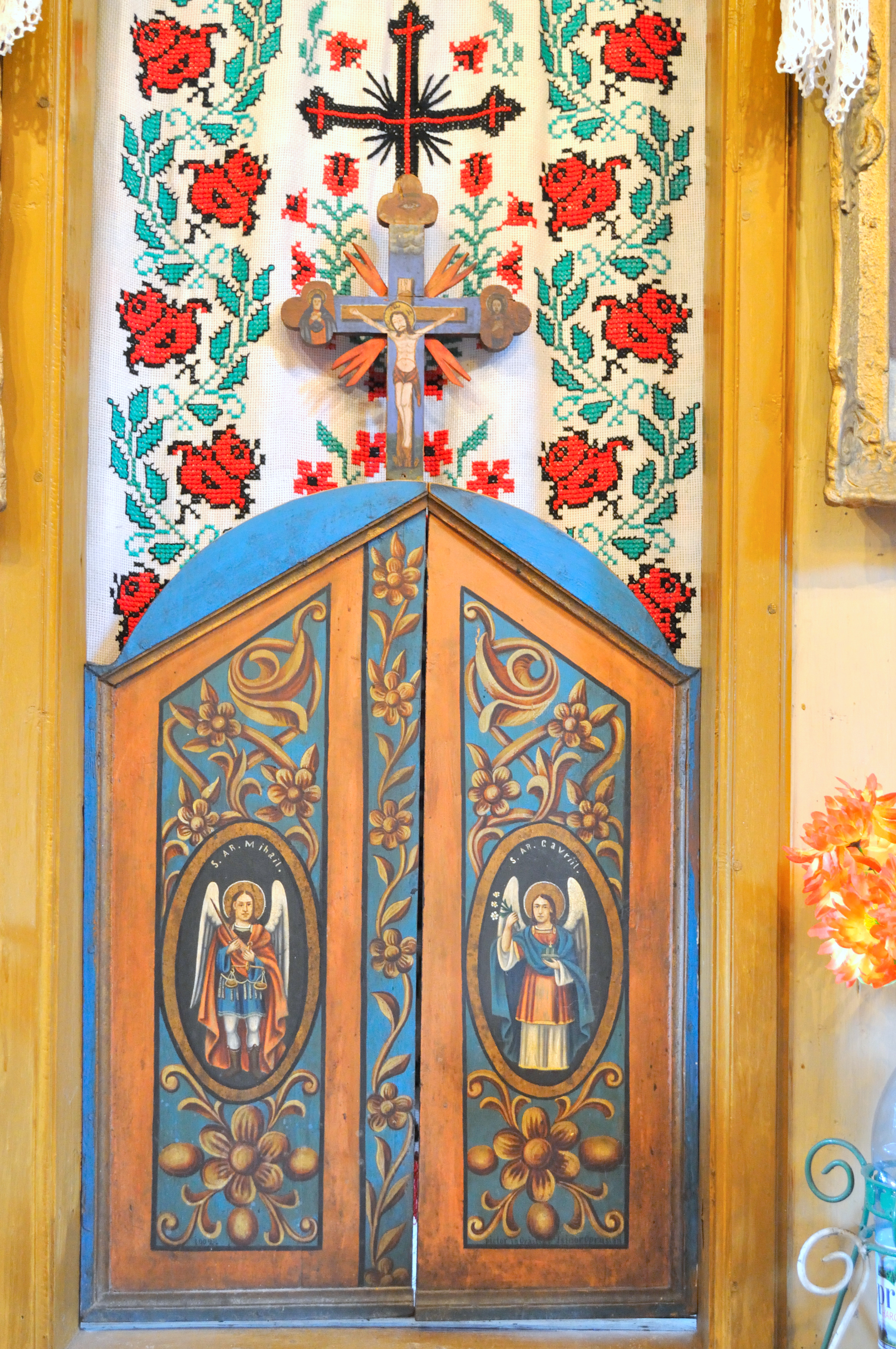
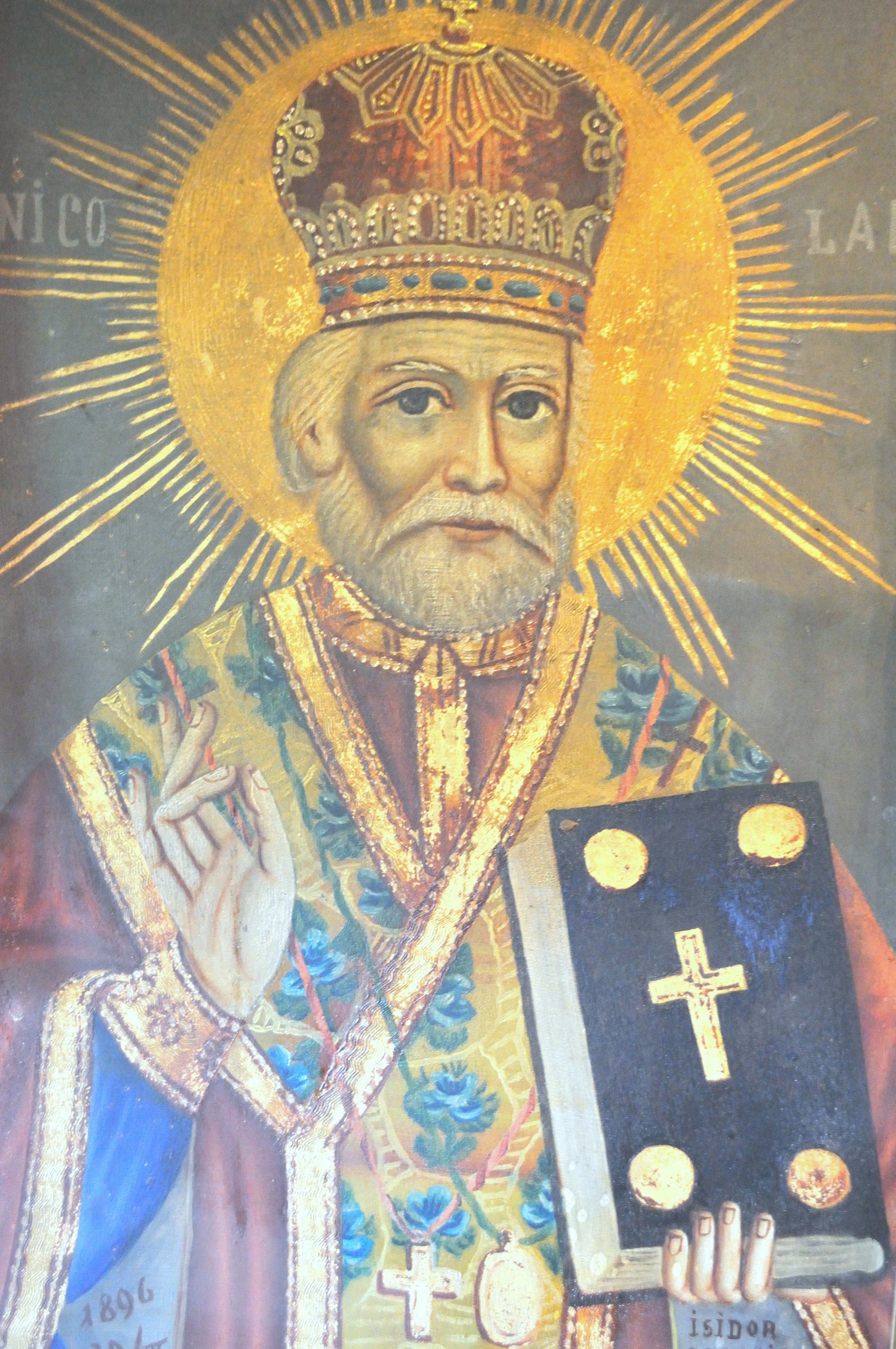
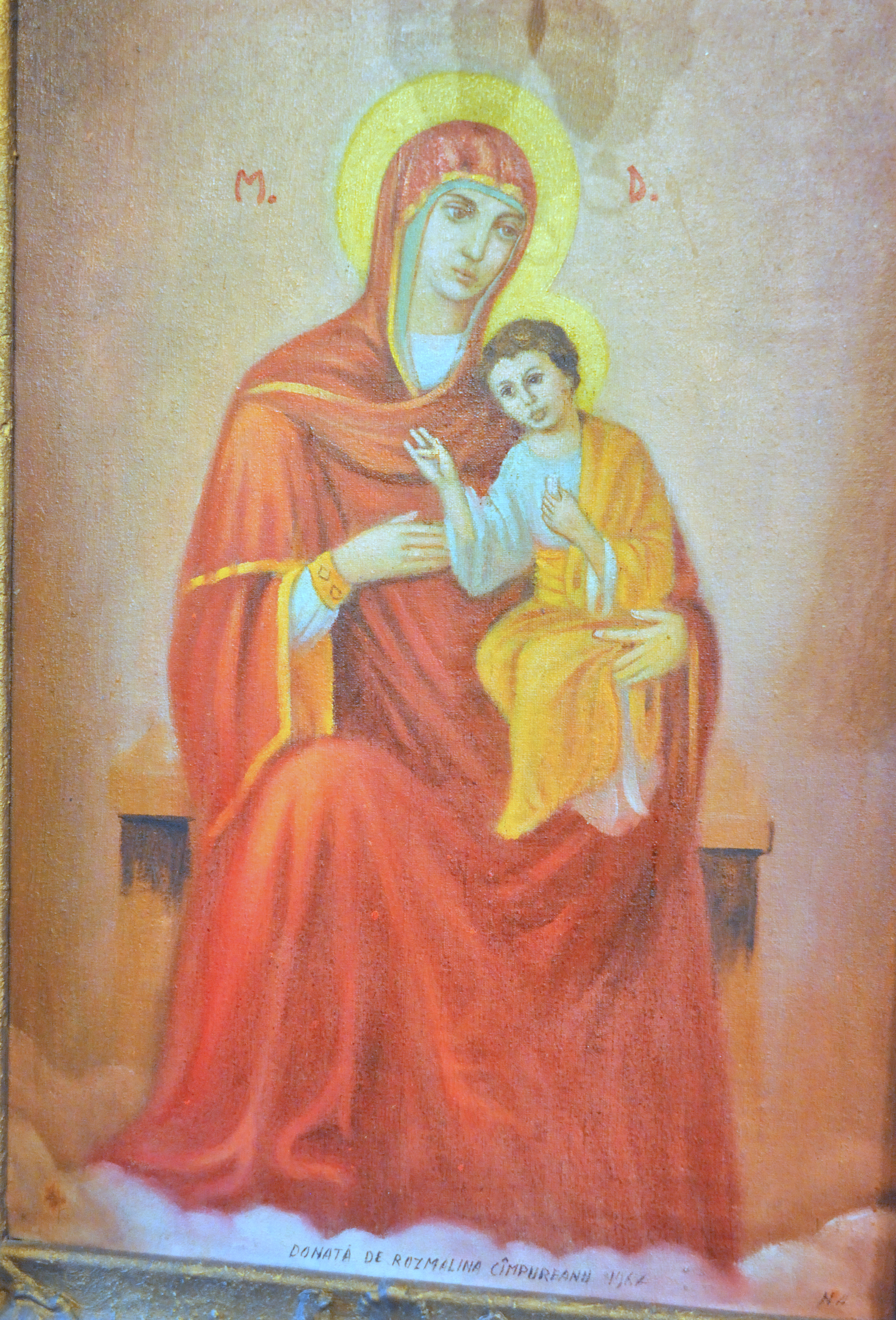
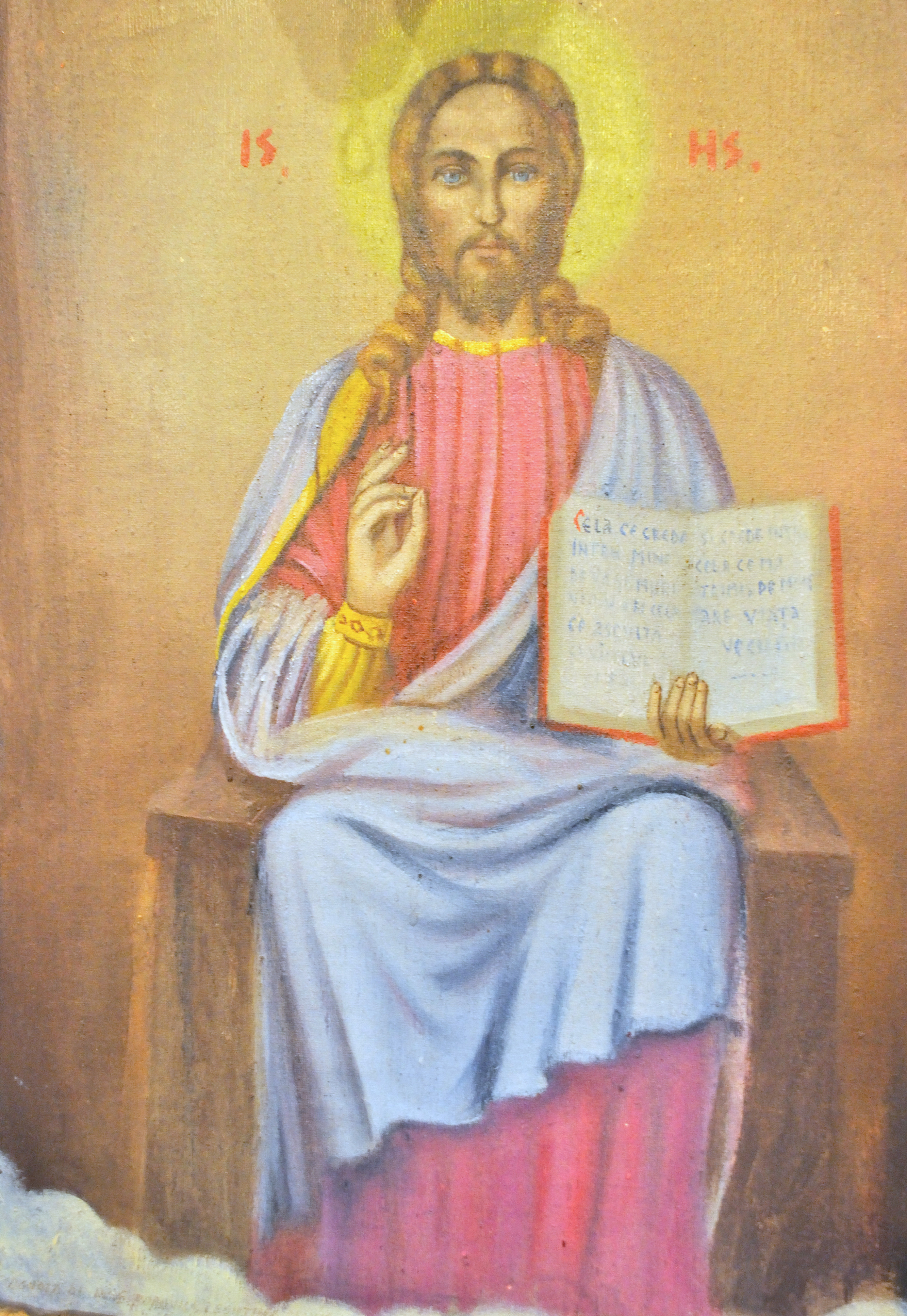
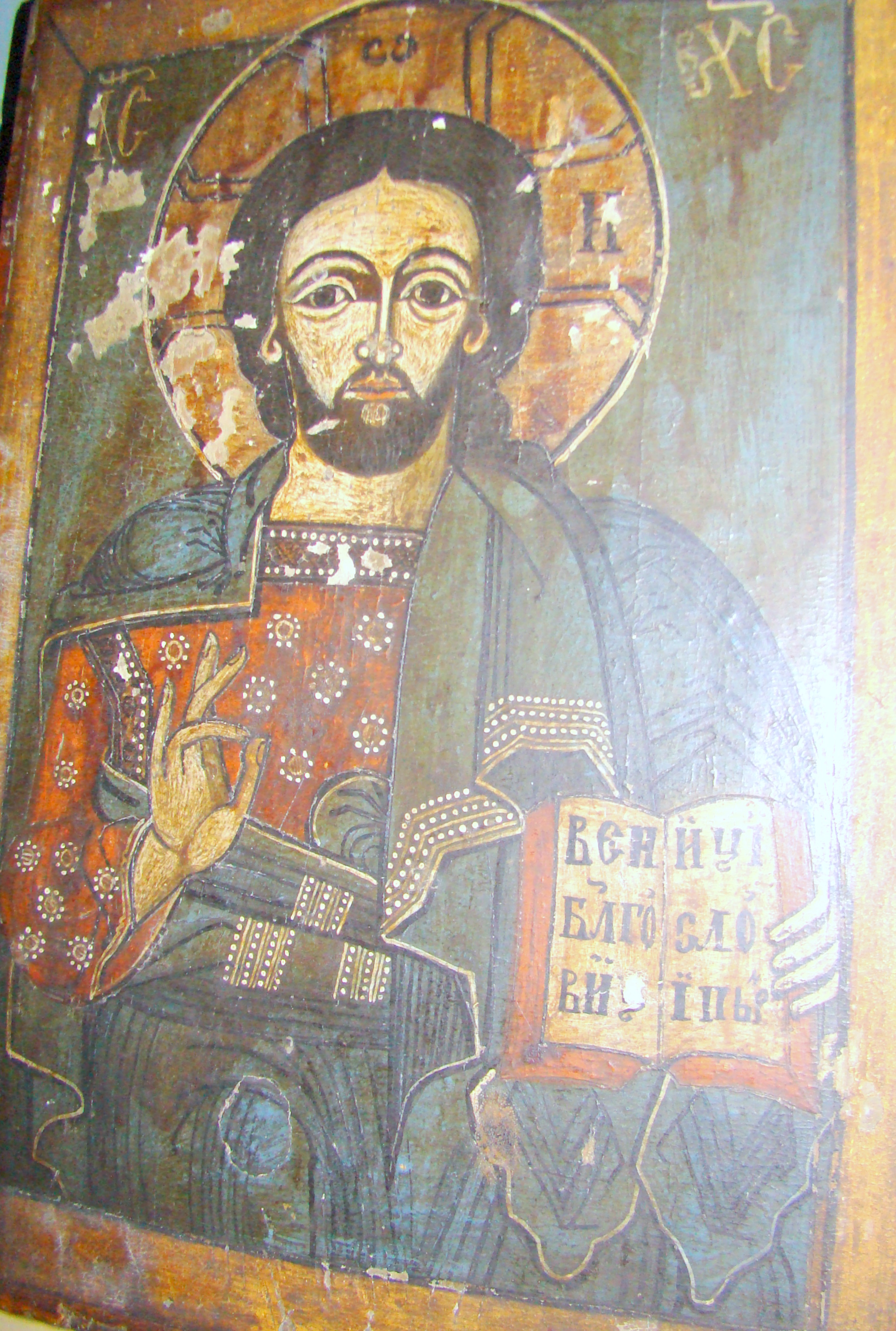
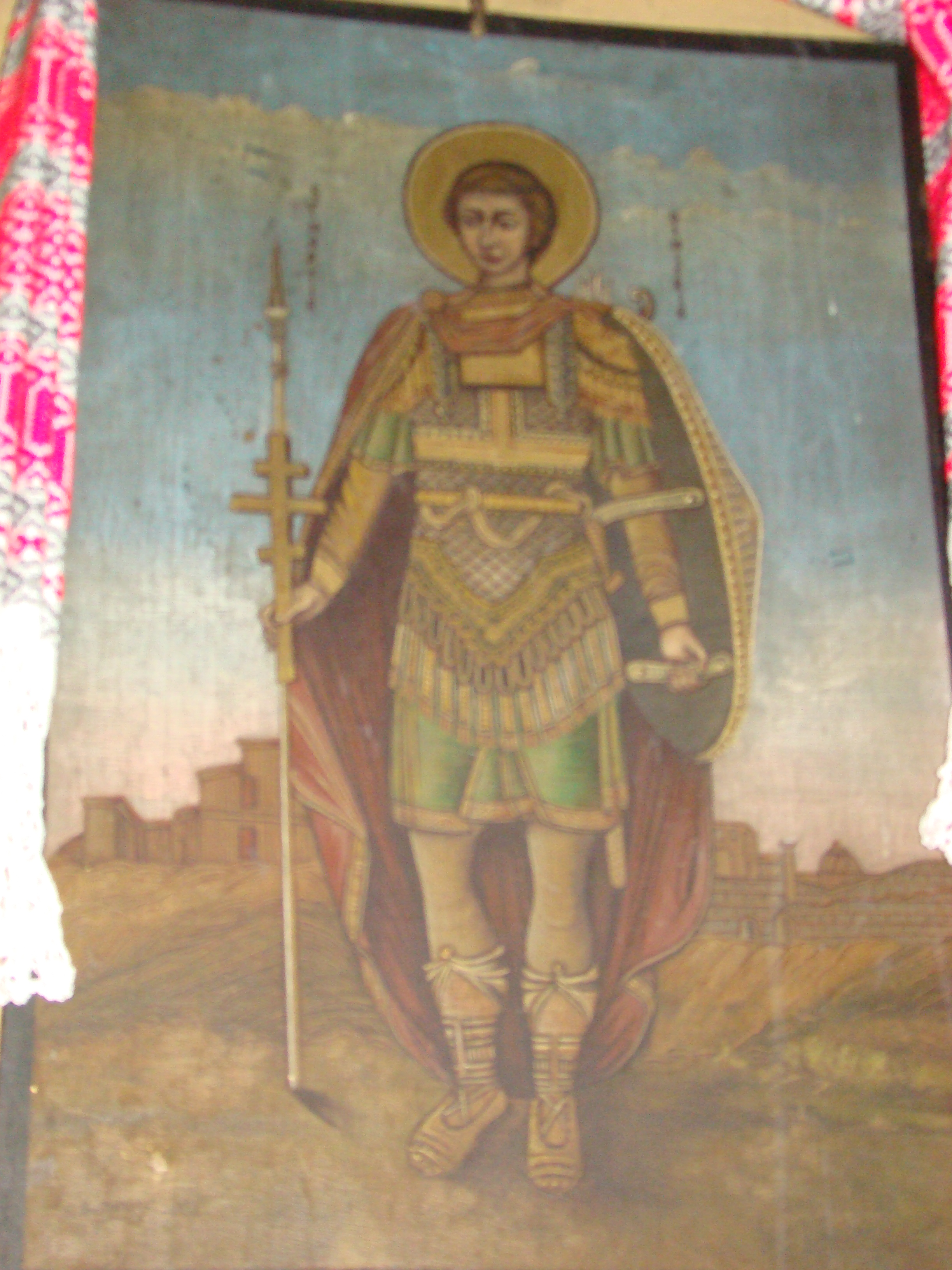
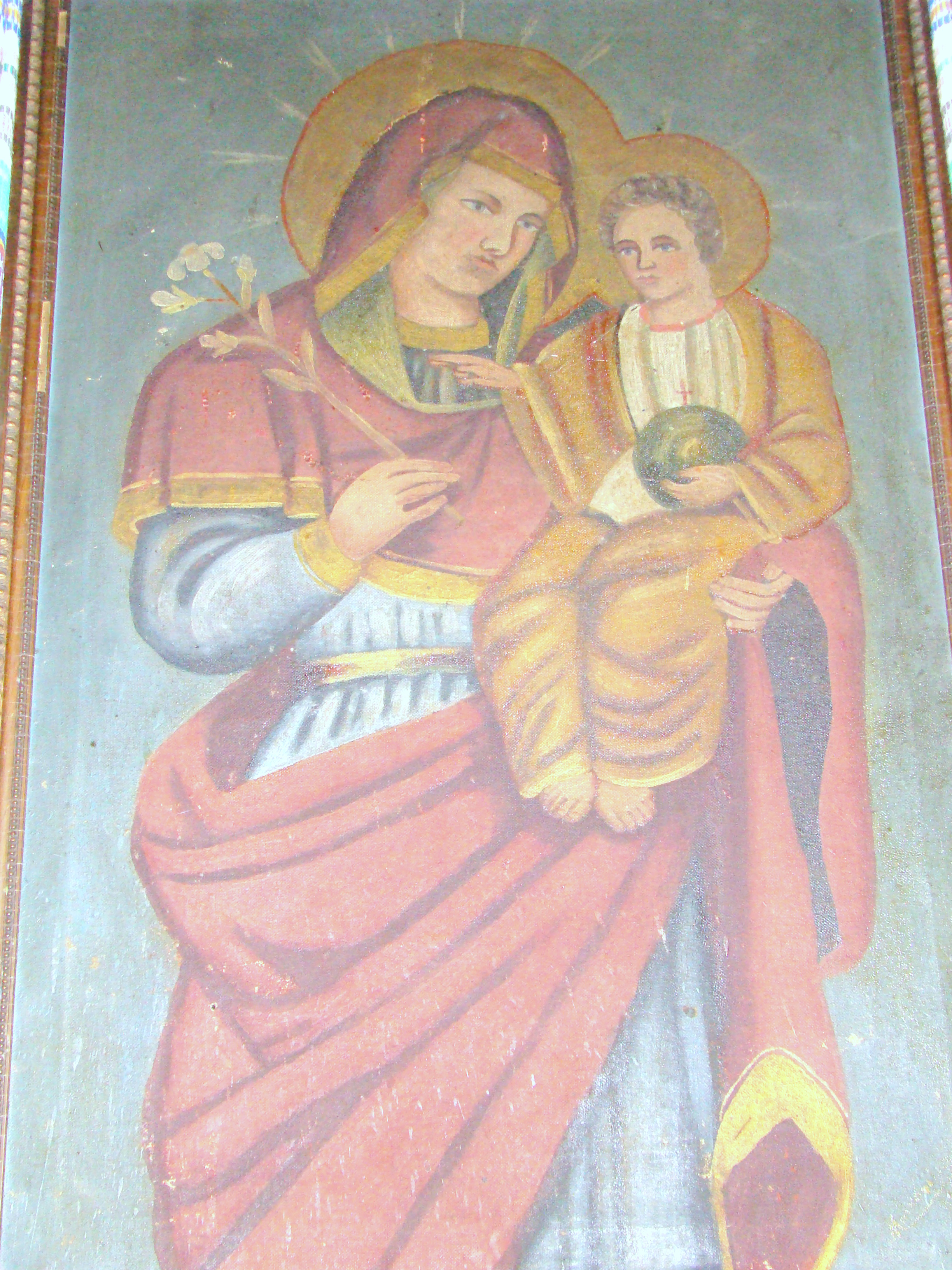
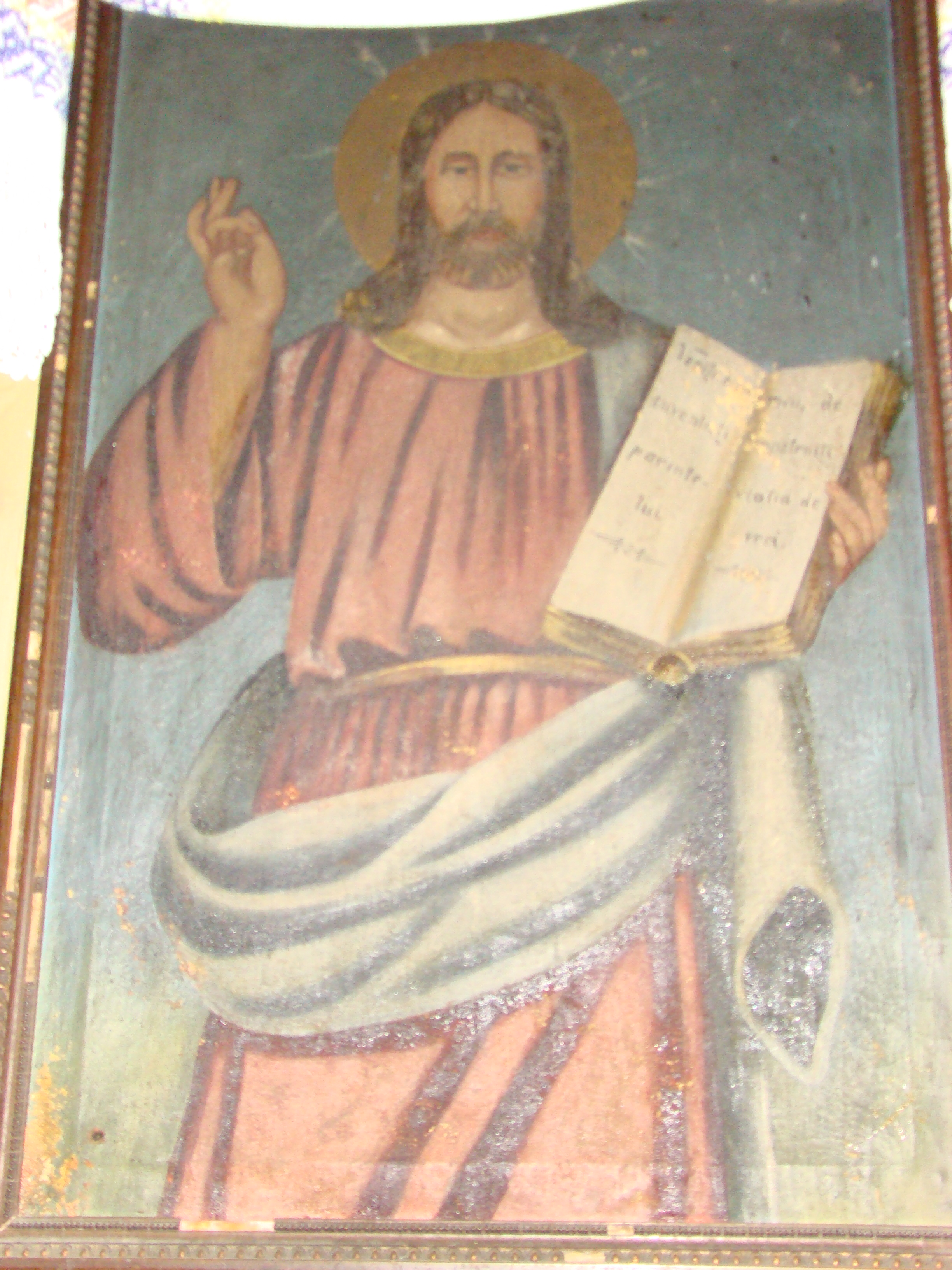
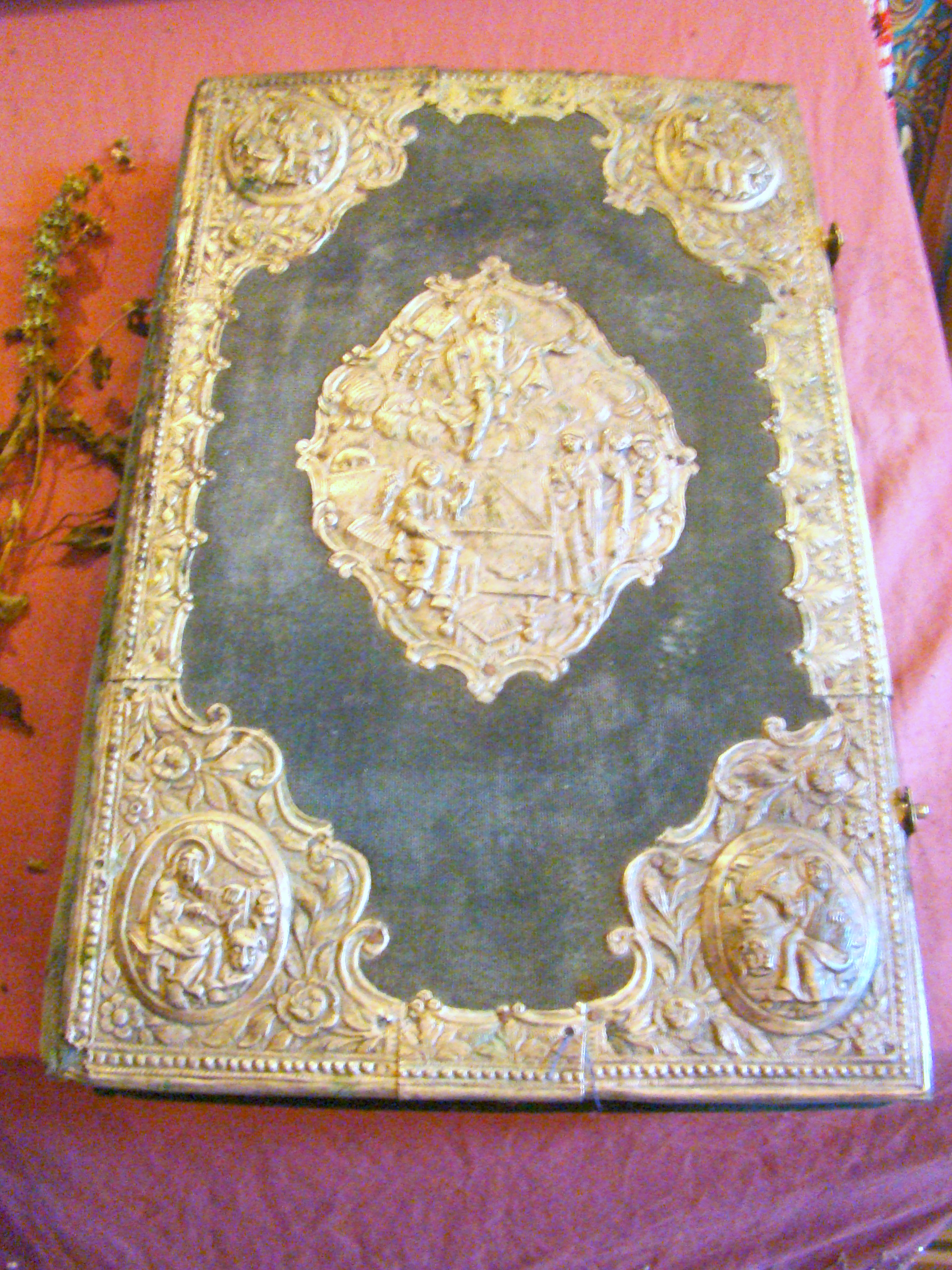
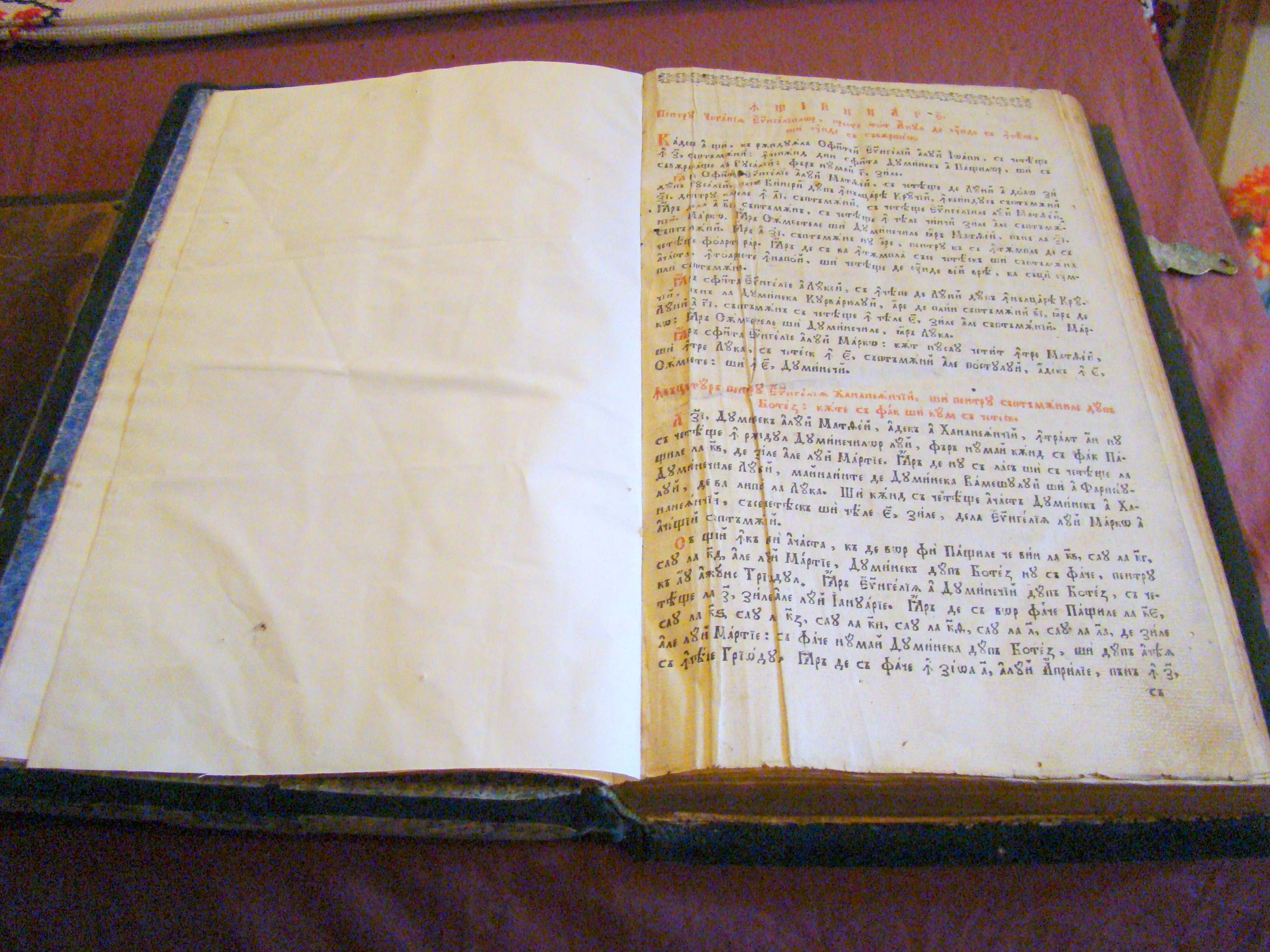
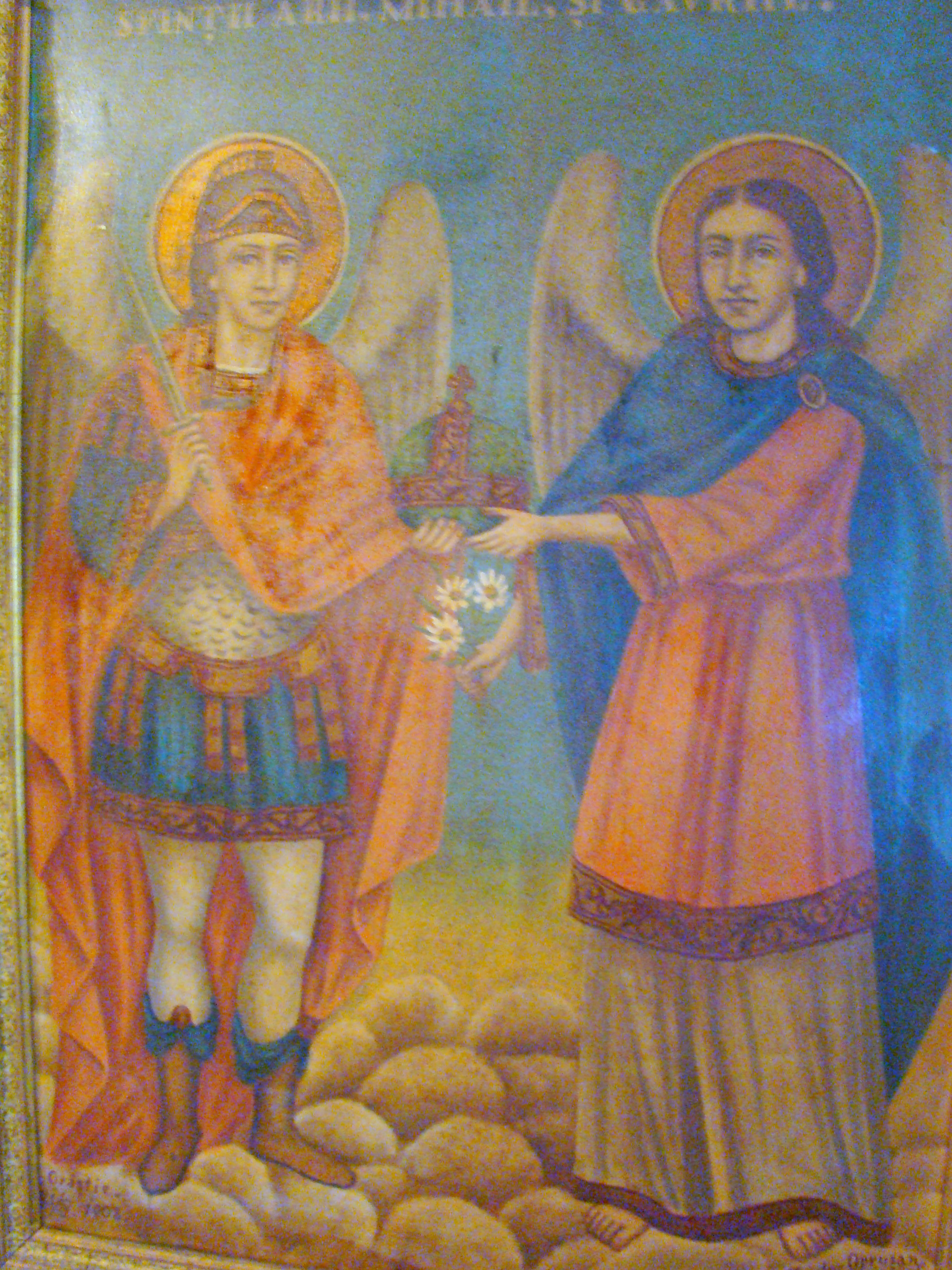
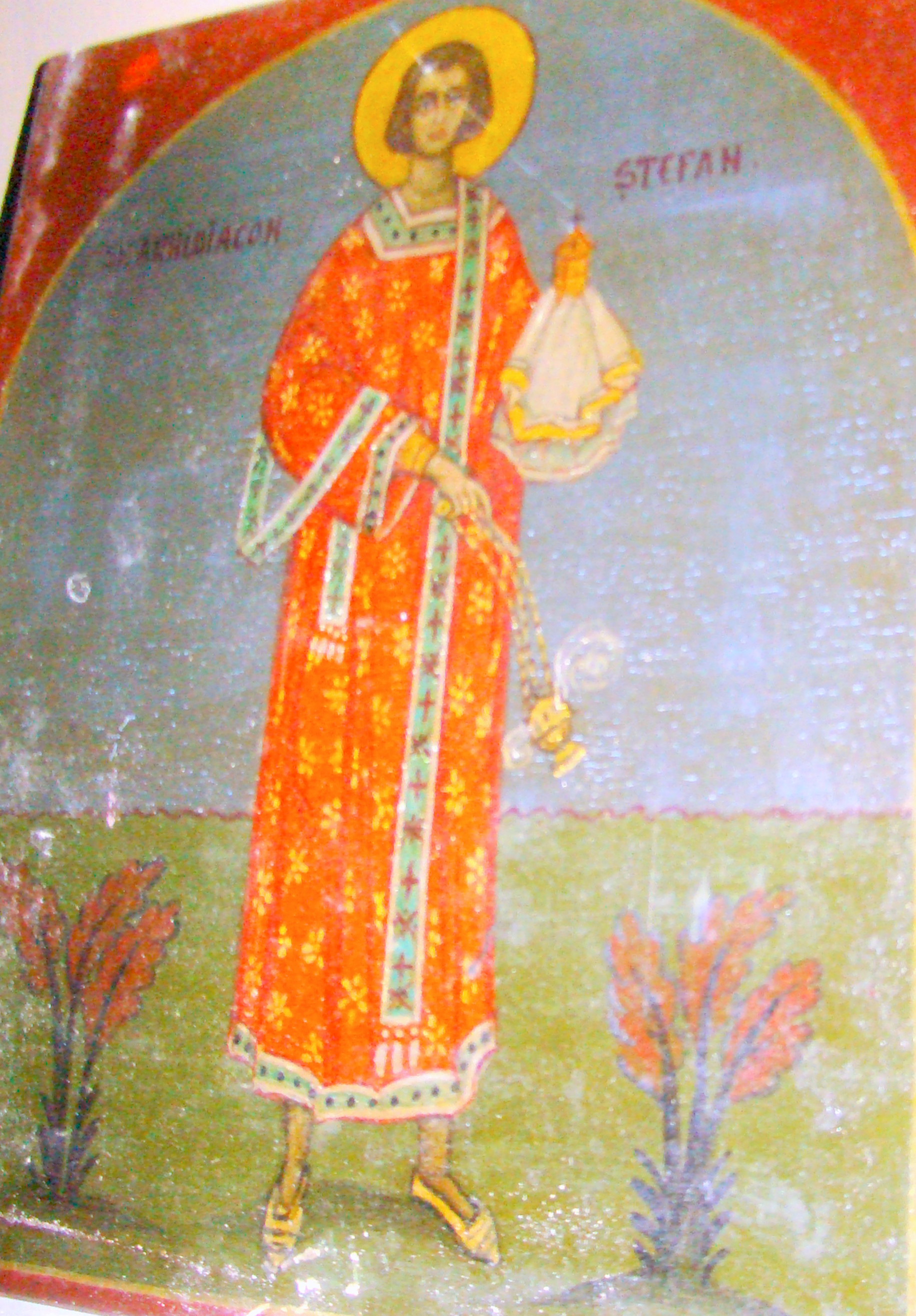
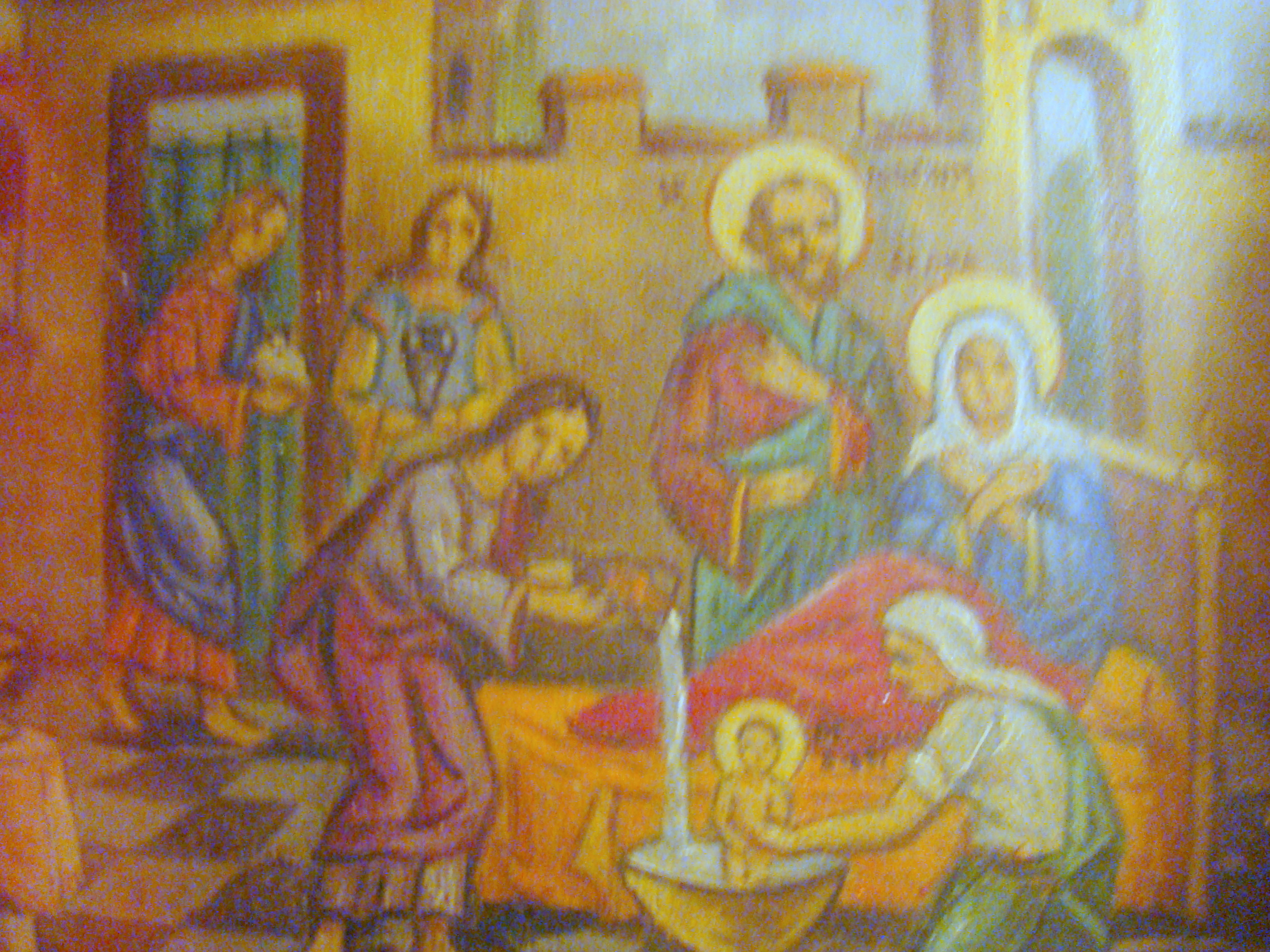
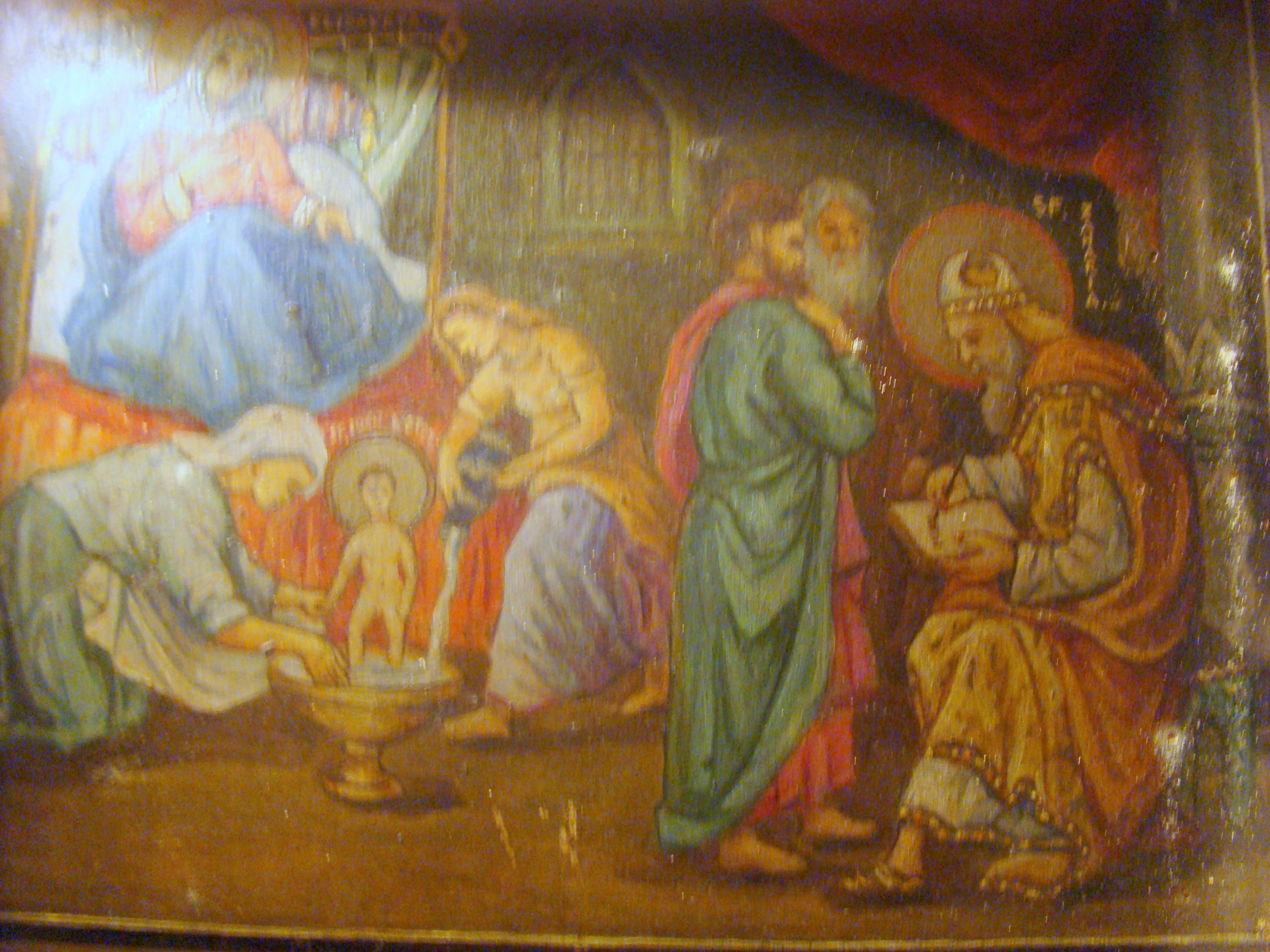
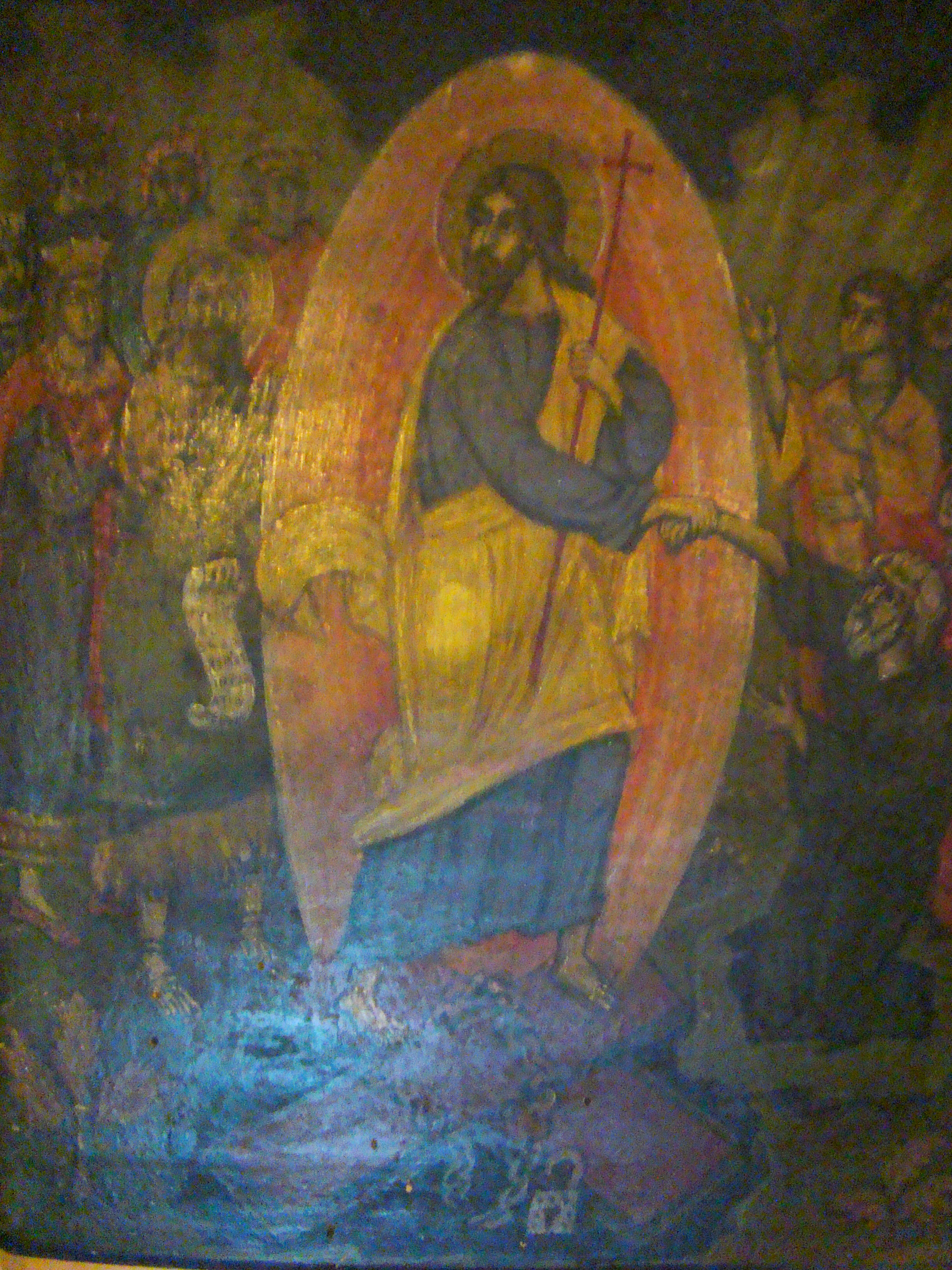

## Imagini din exterior

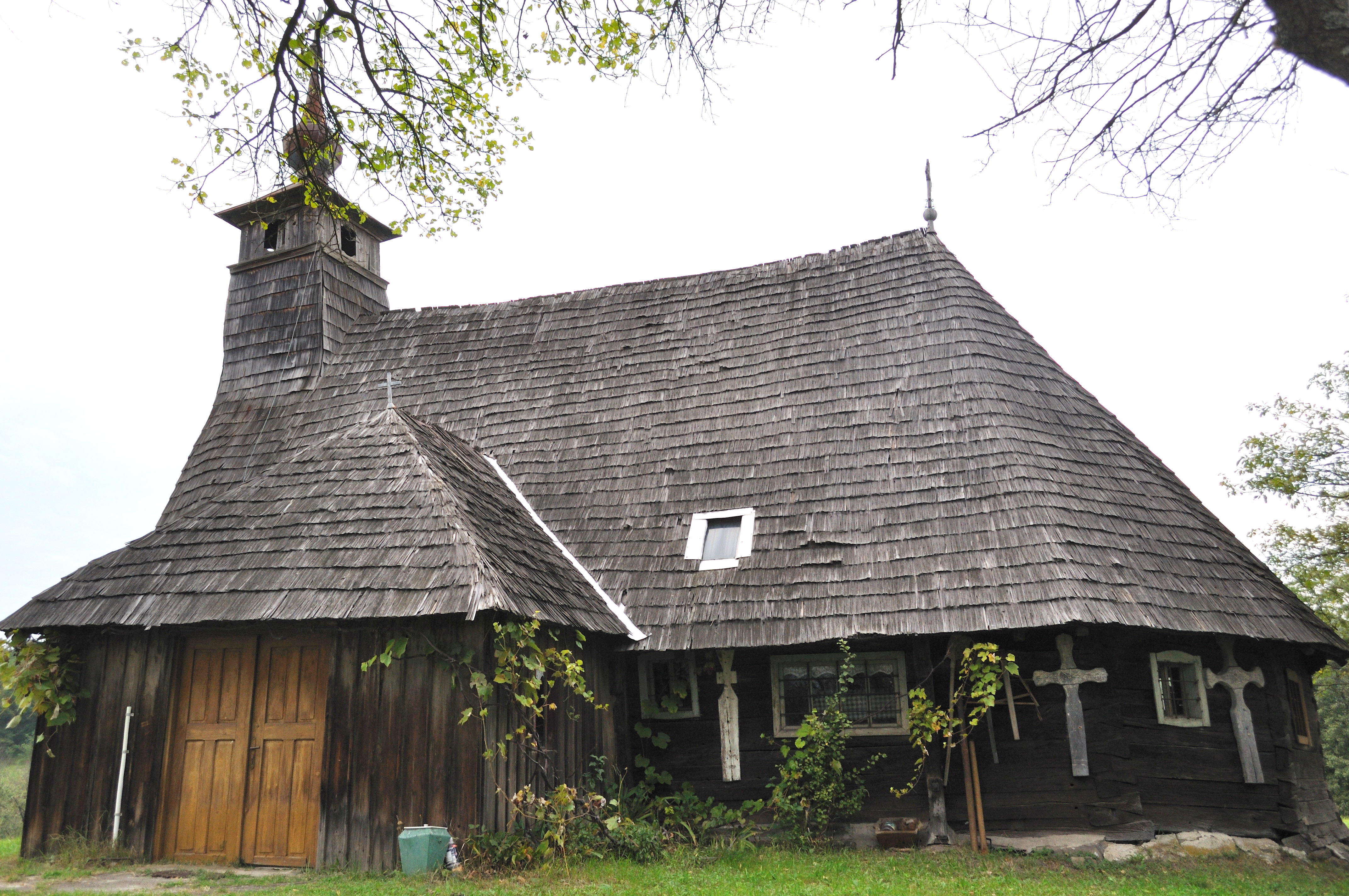
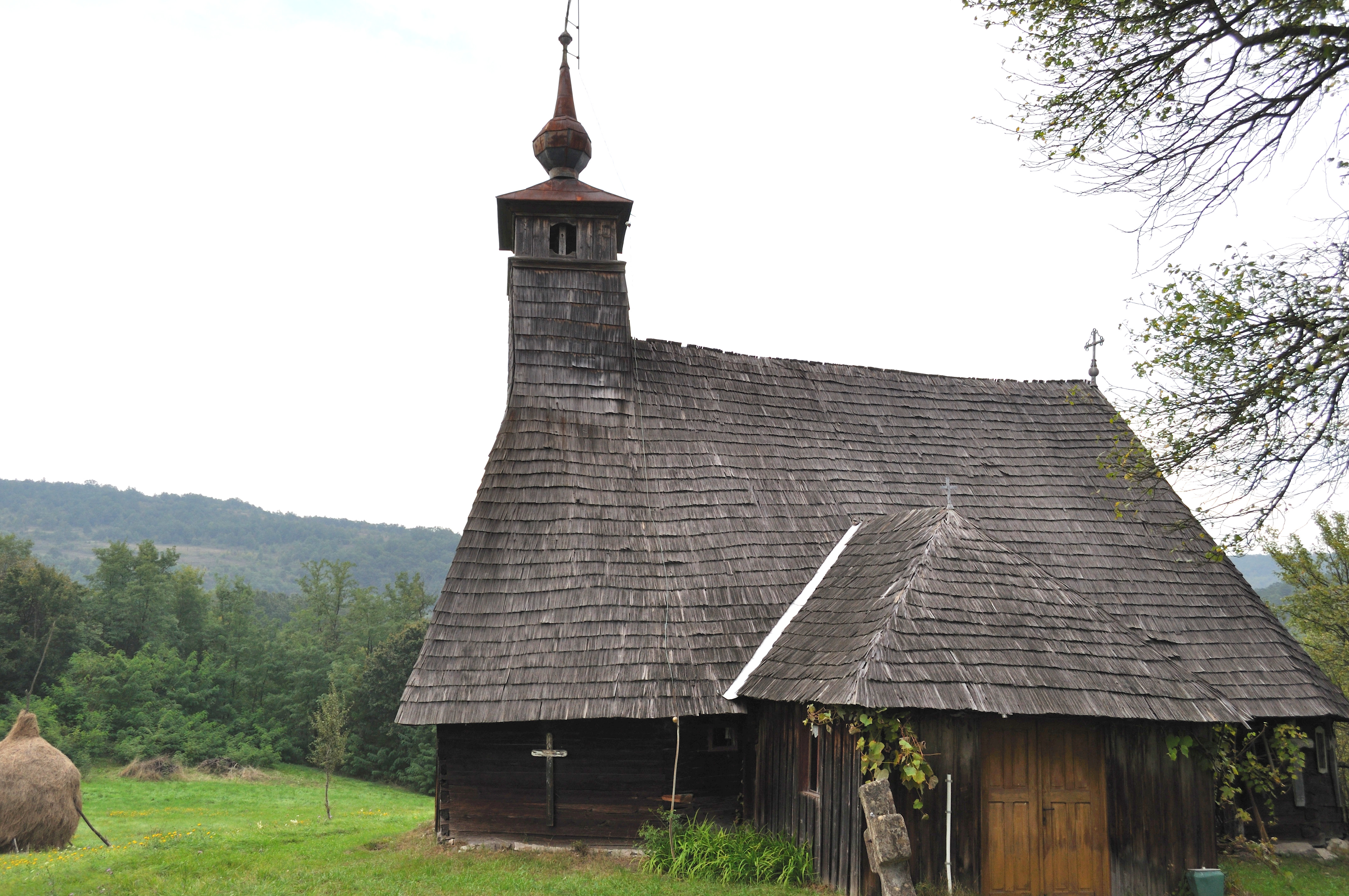
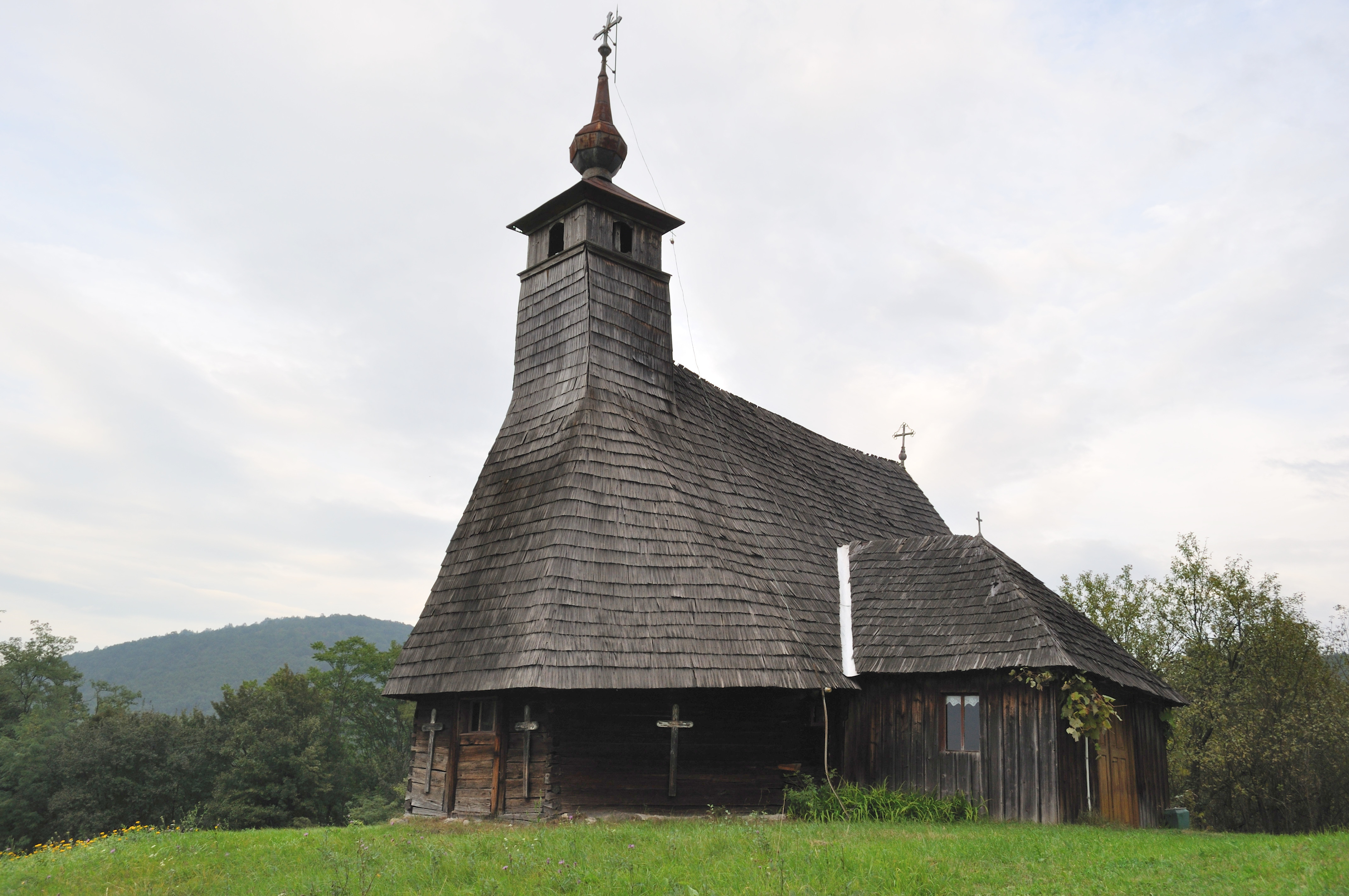
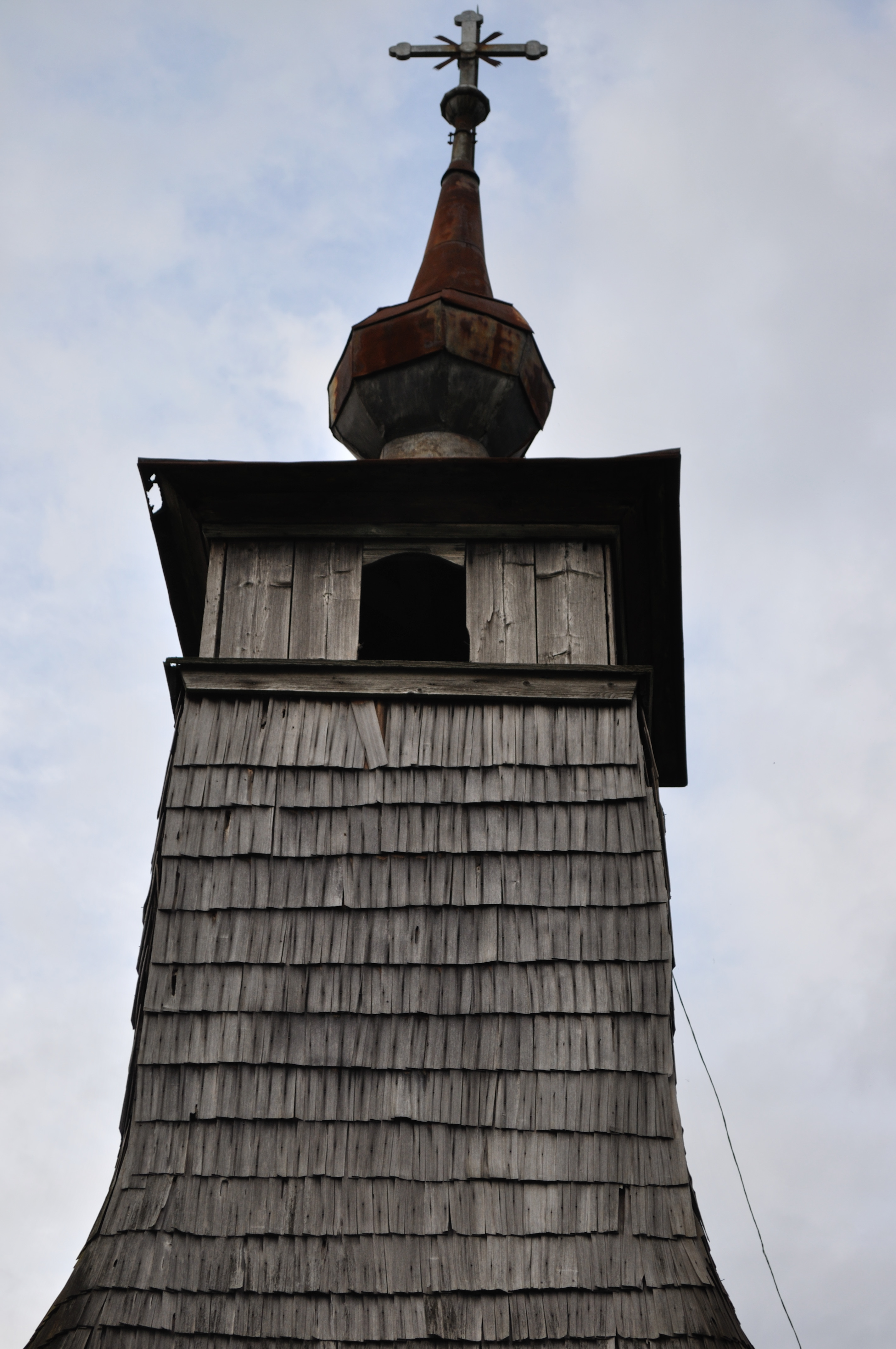
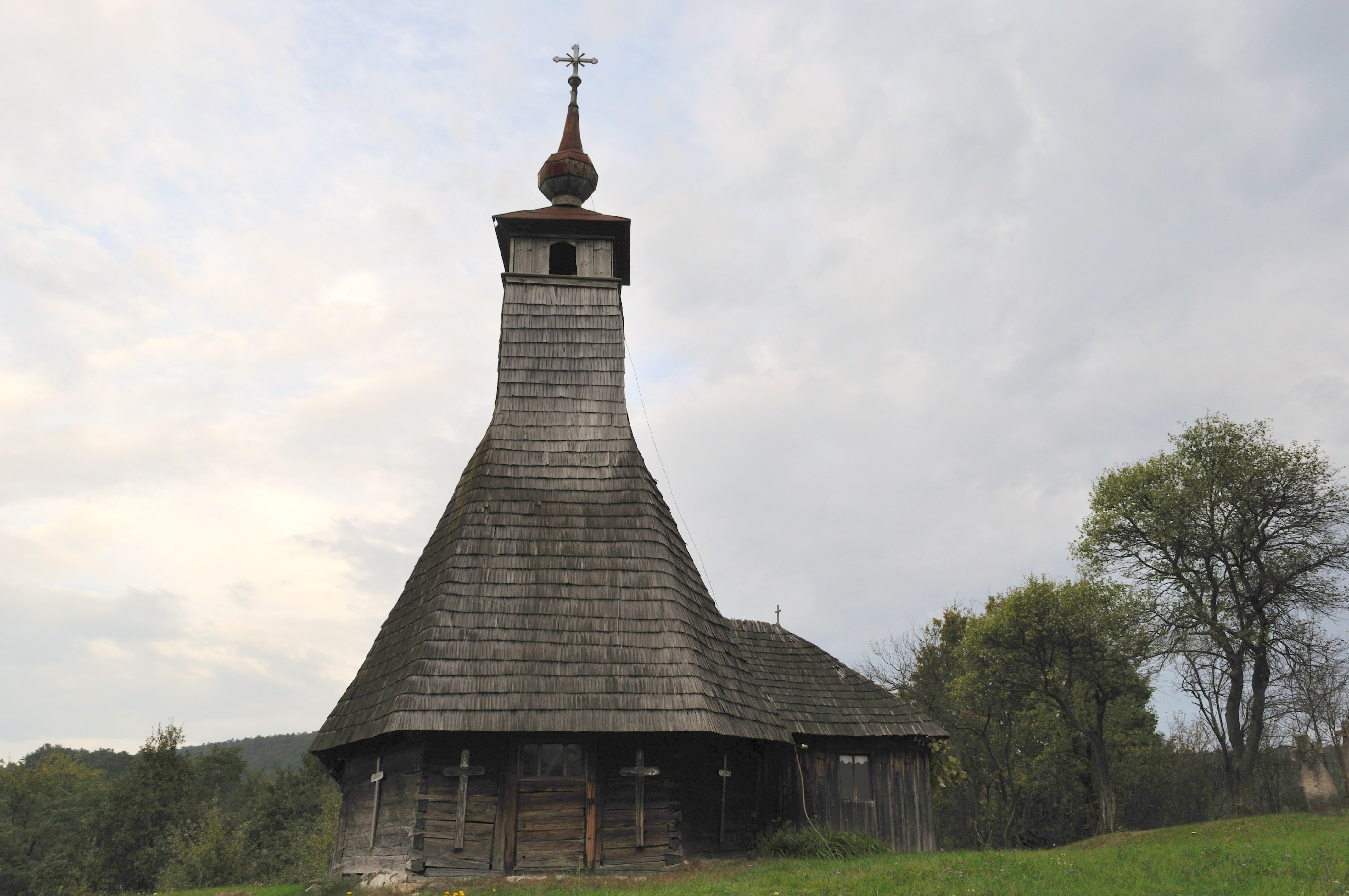
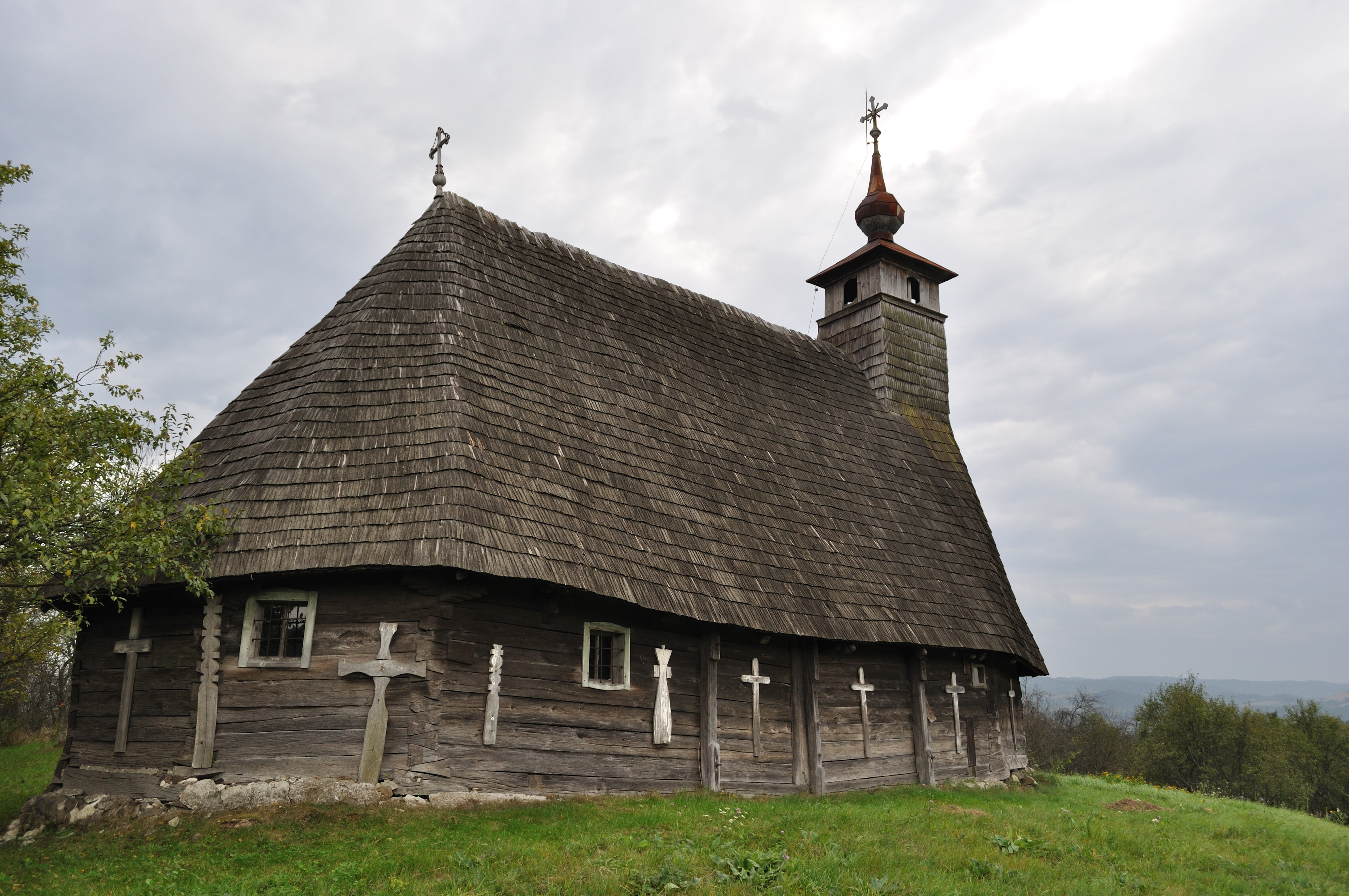
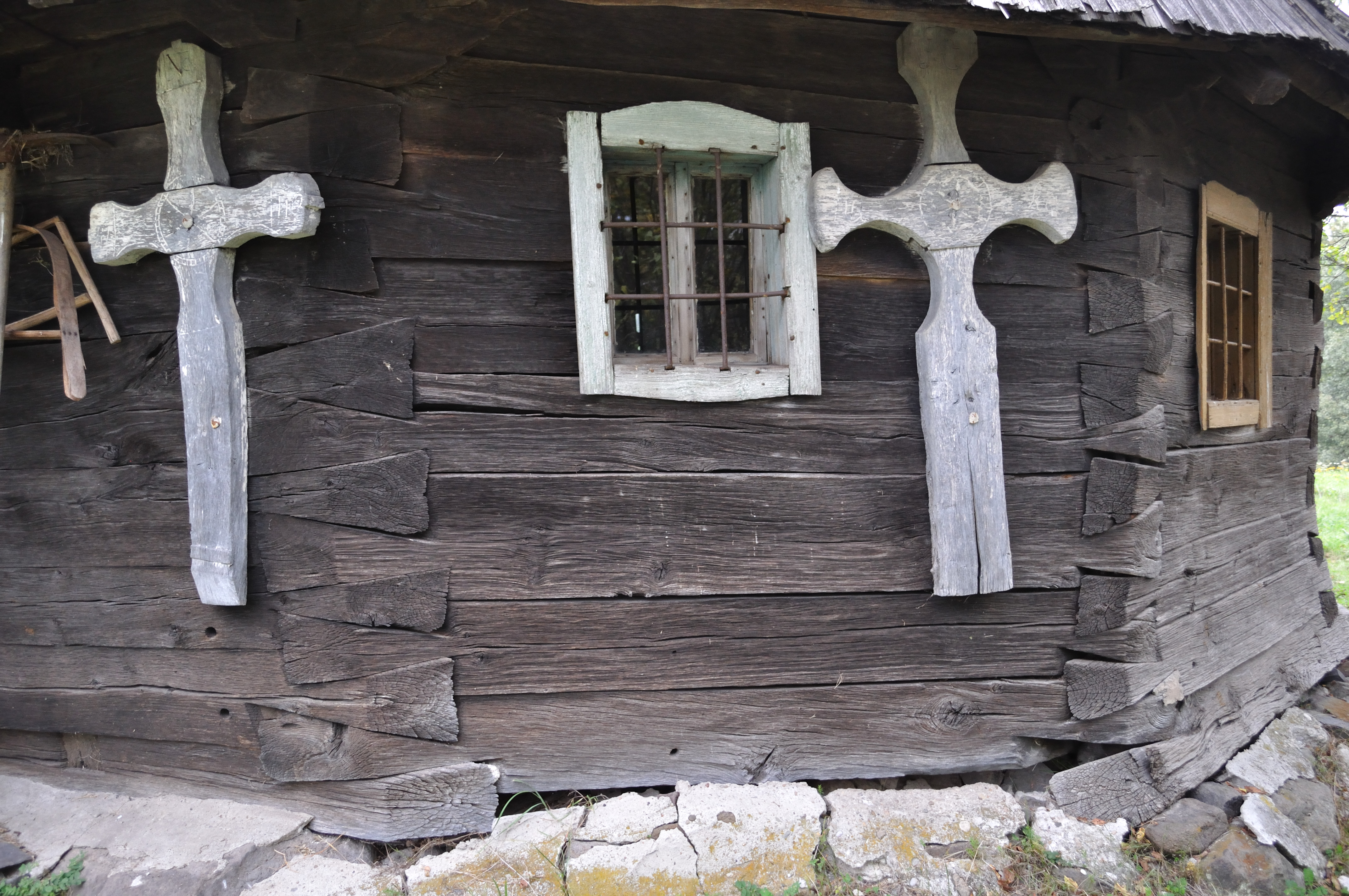
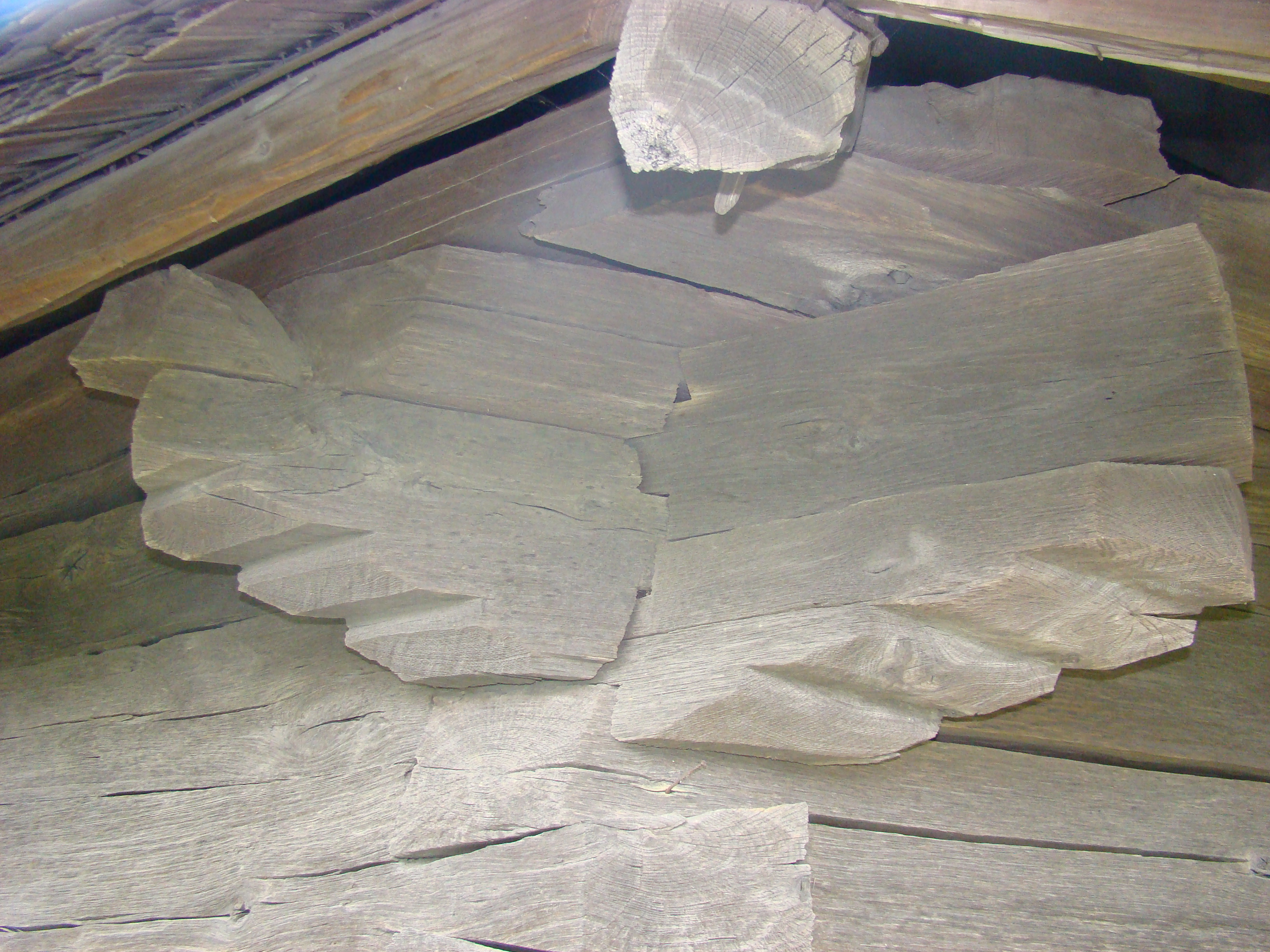
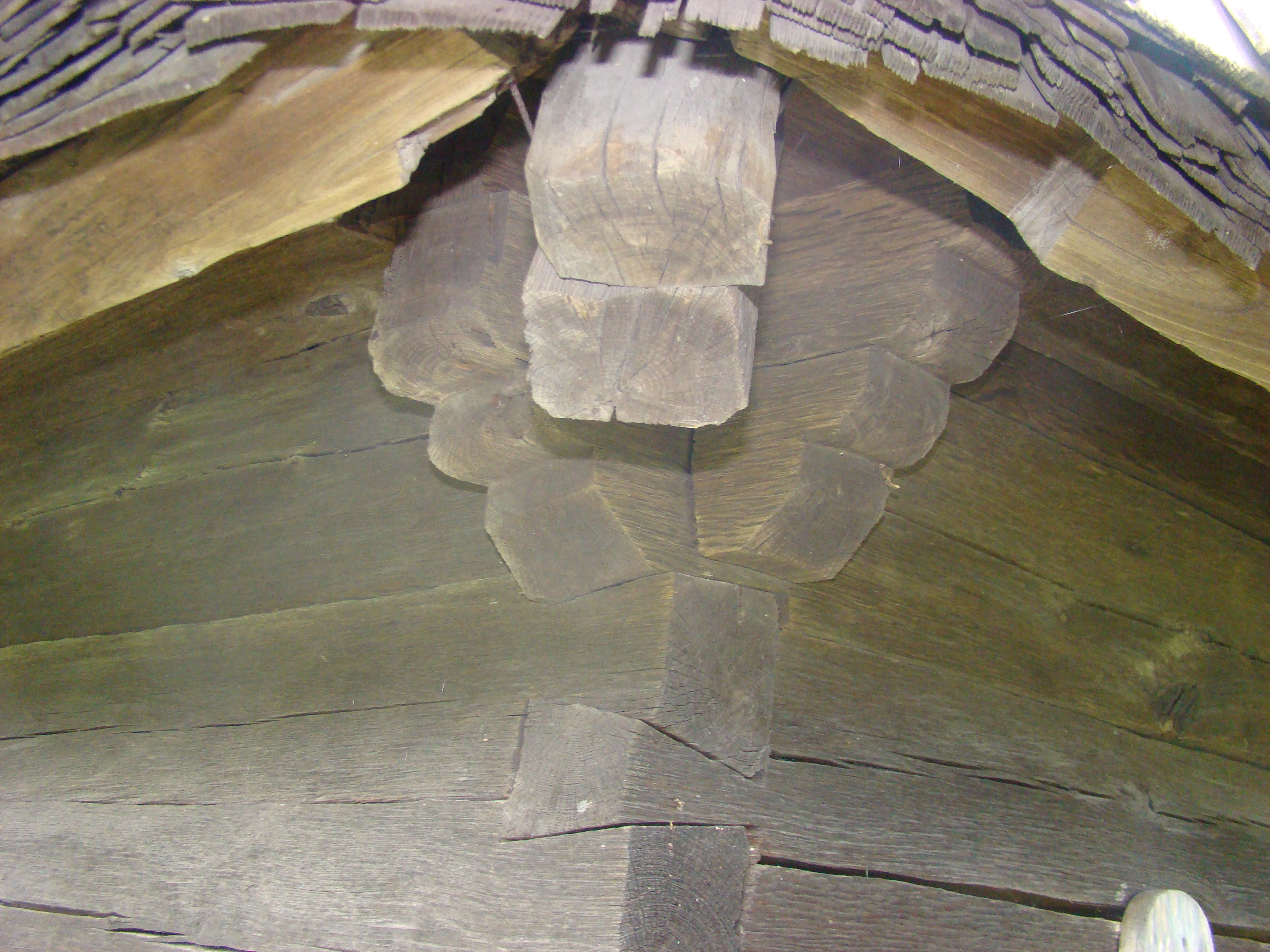
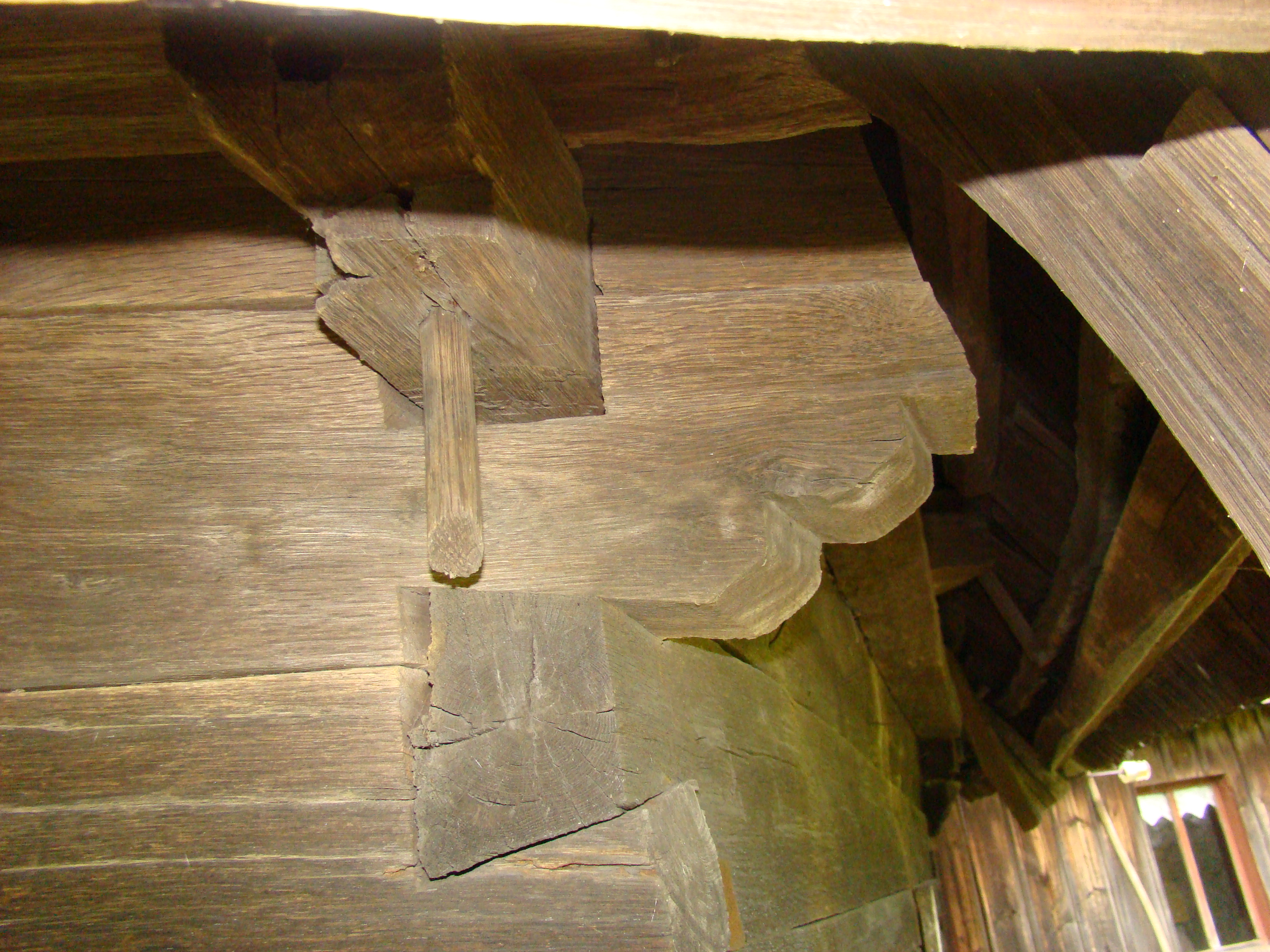
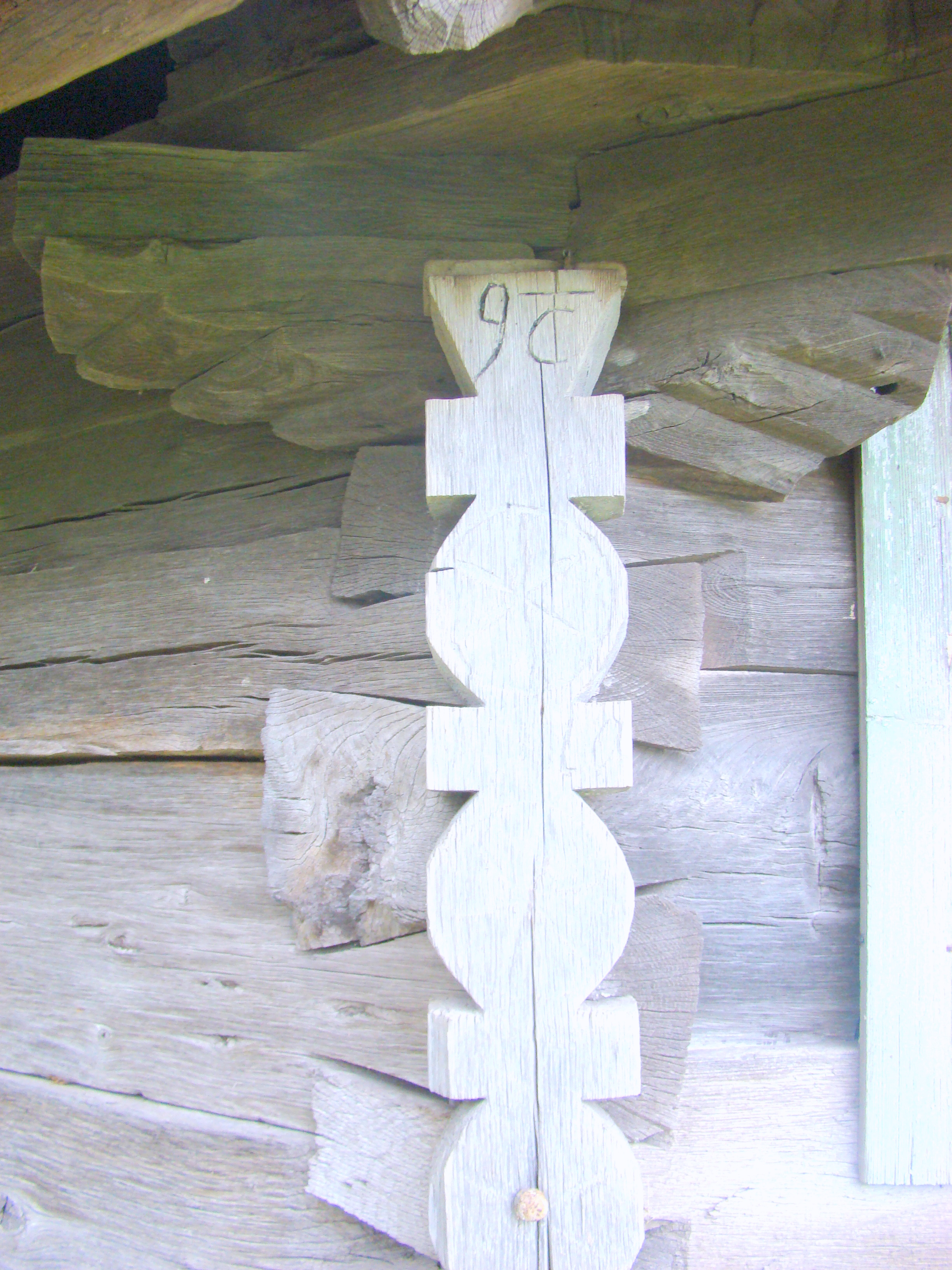
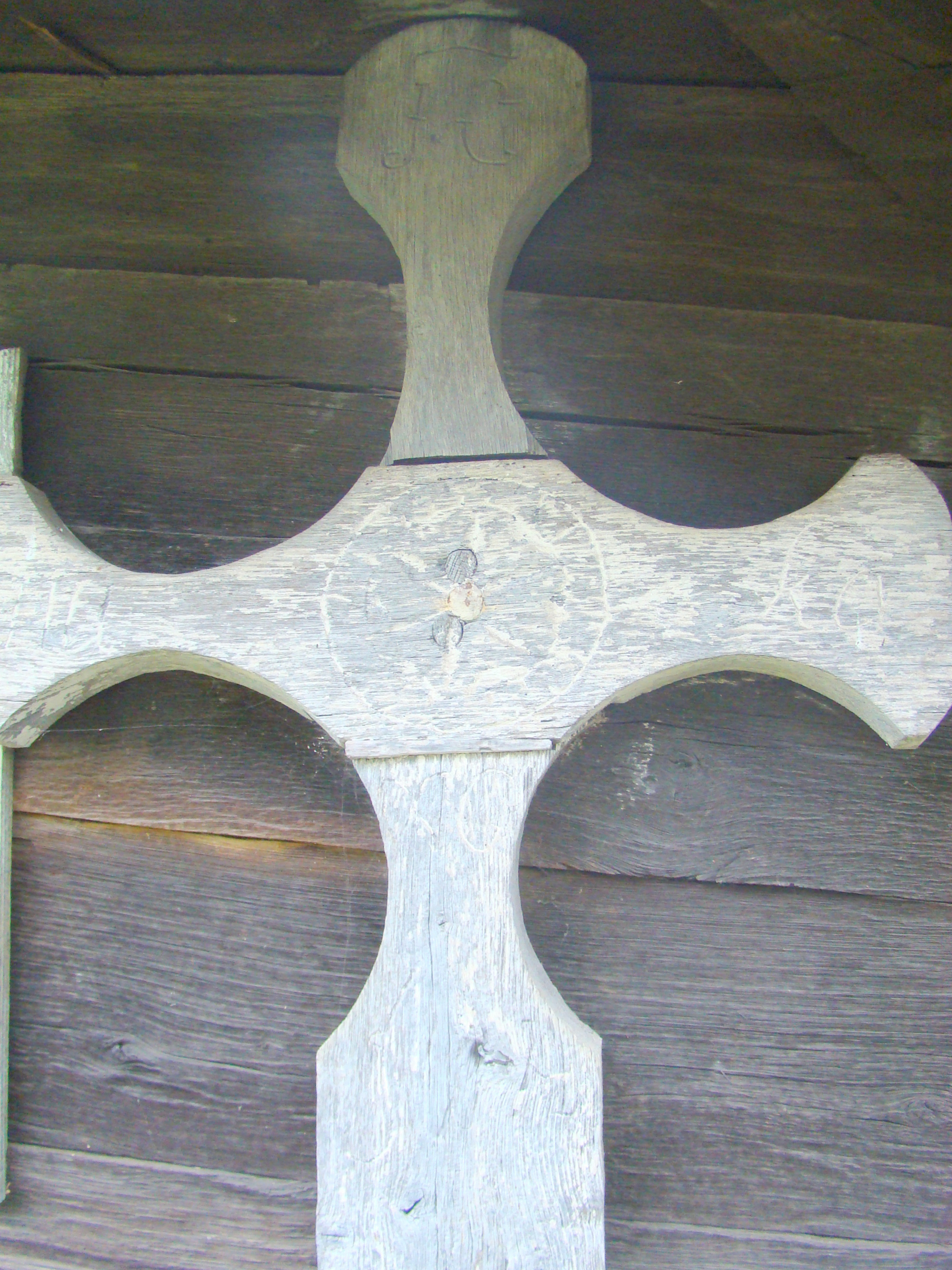
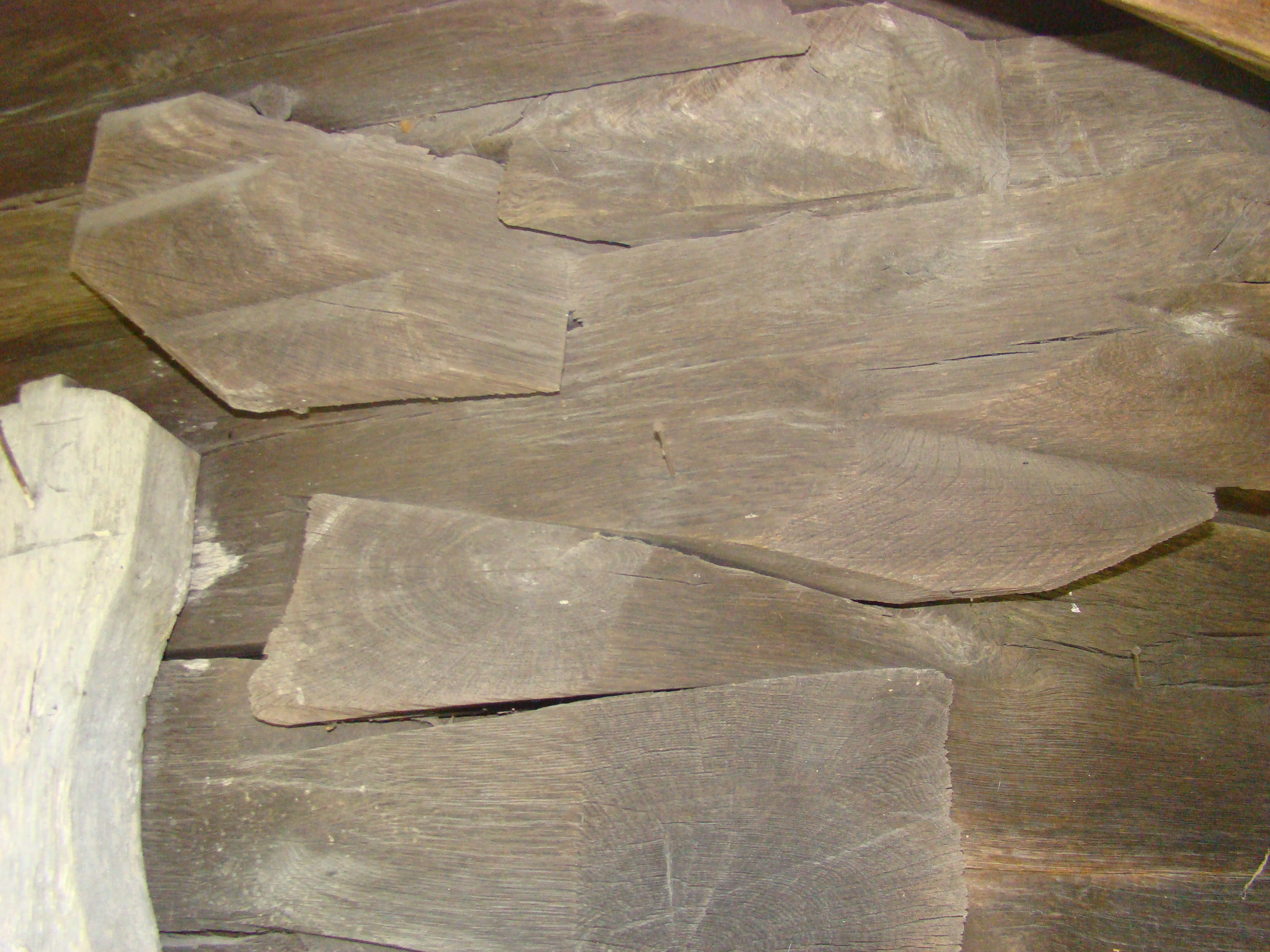
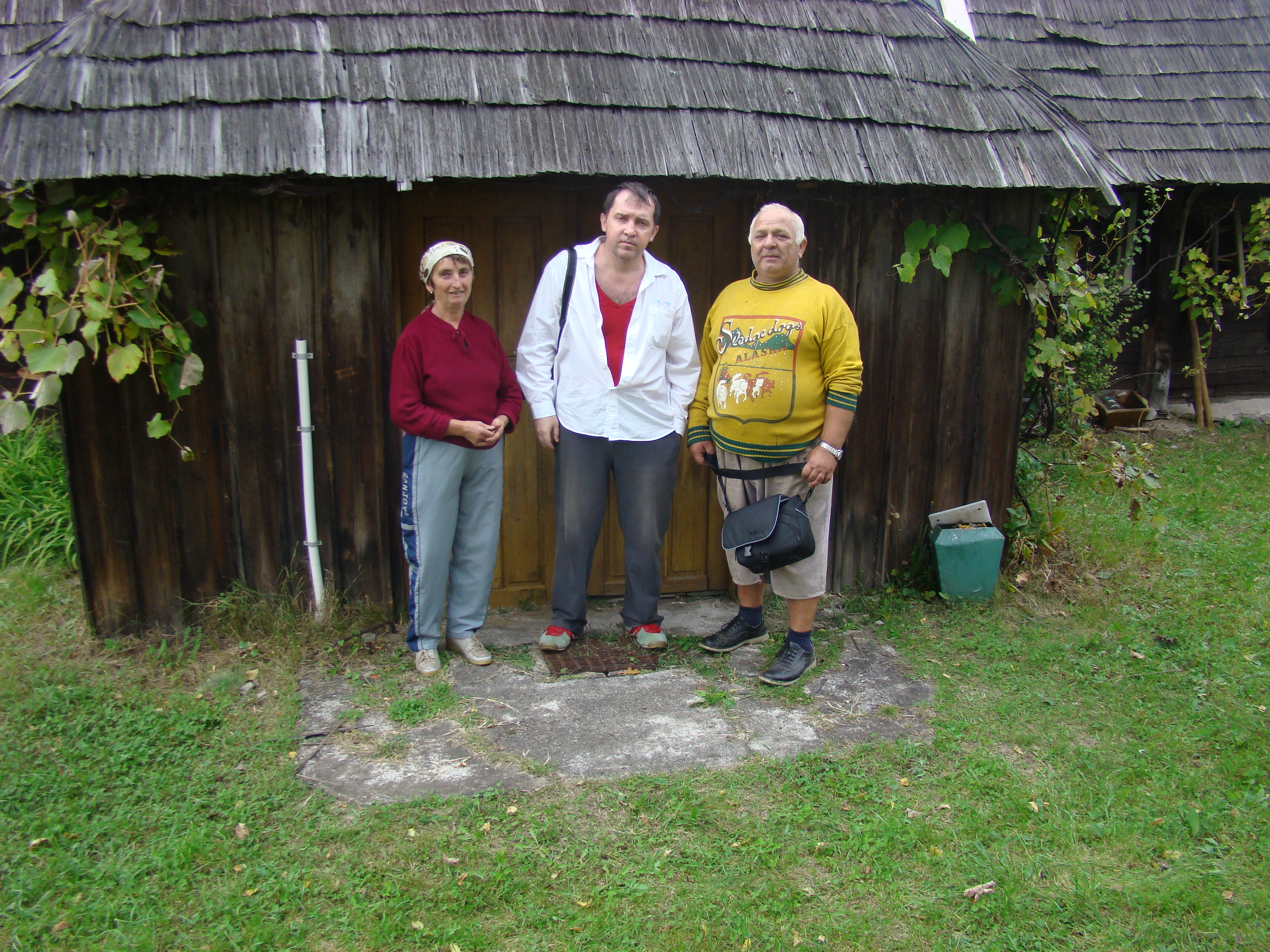
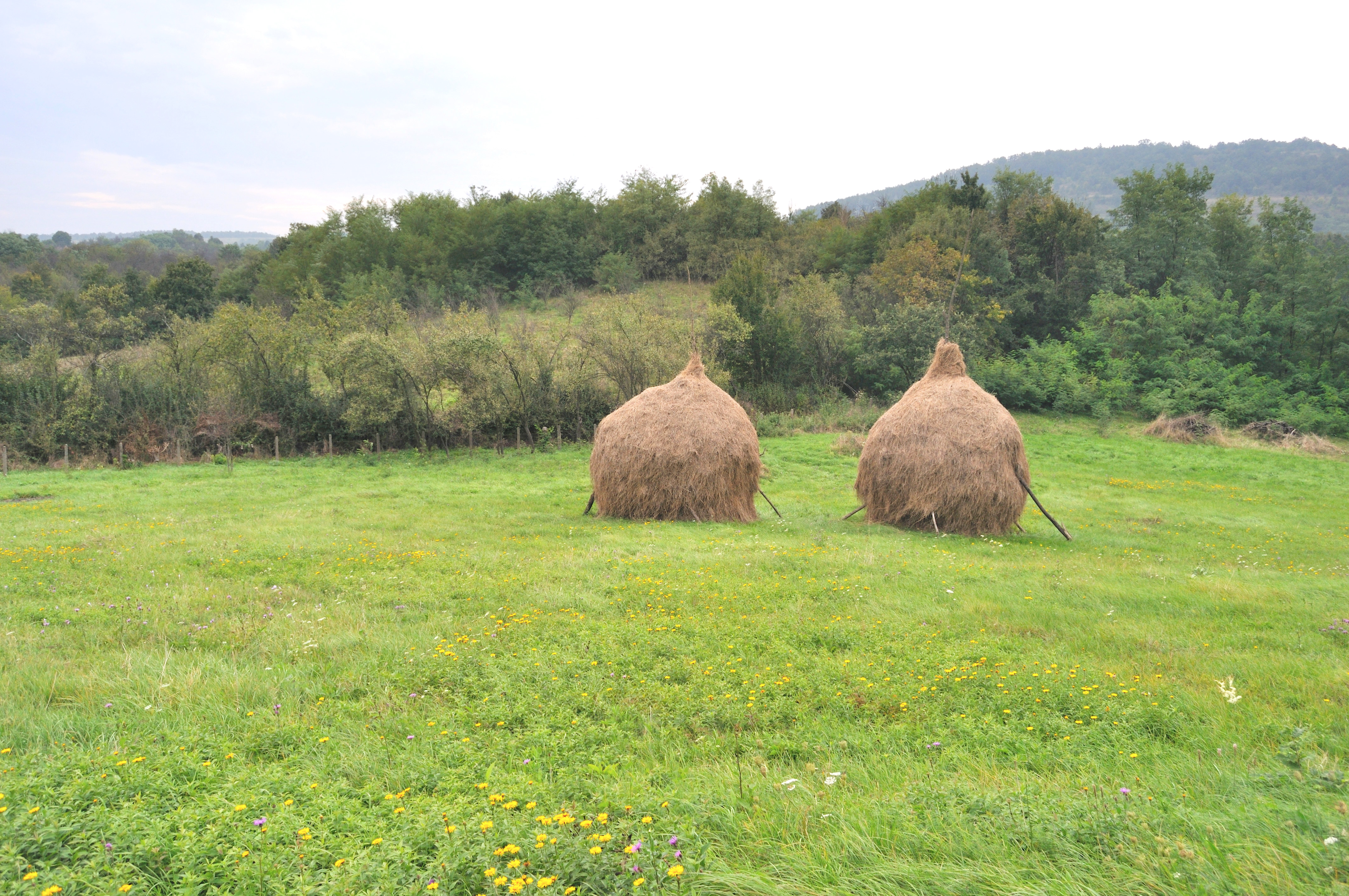
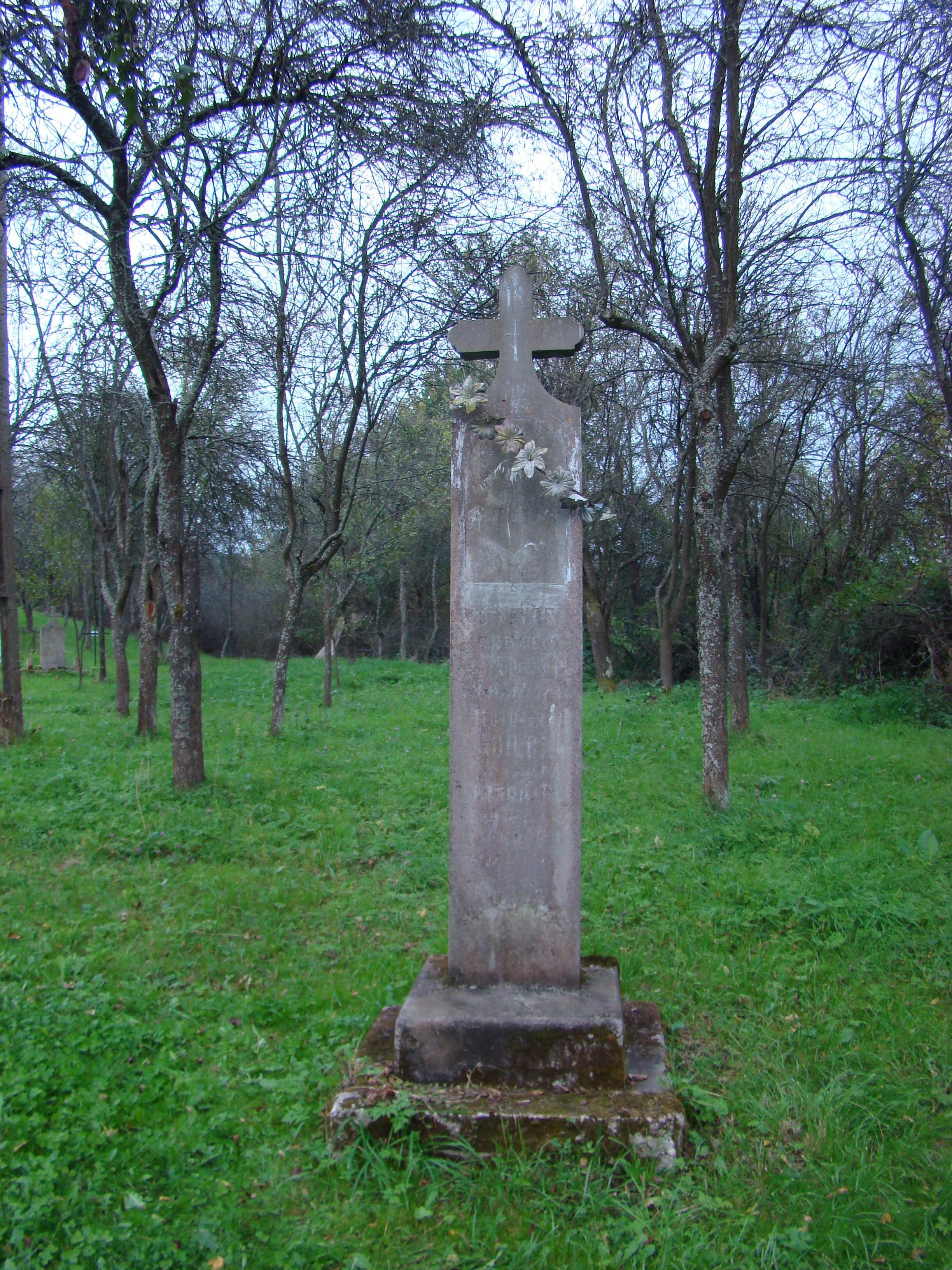
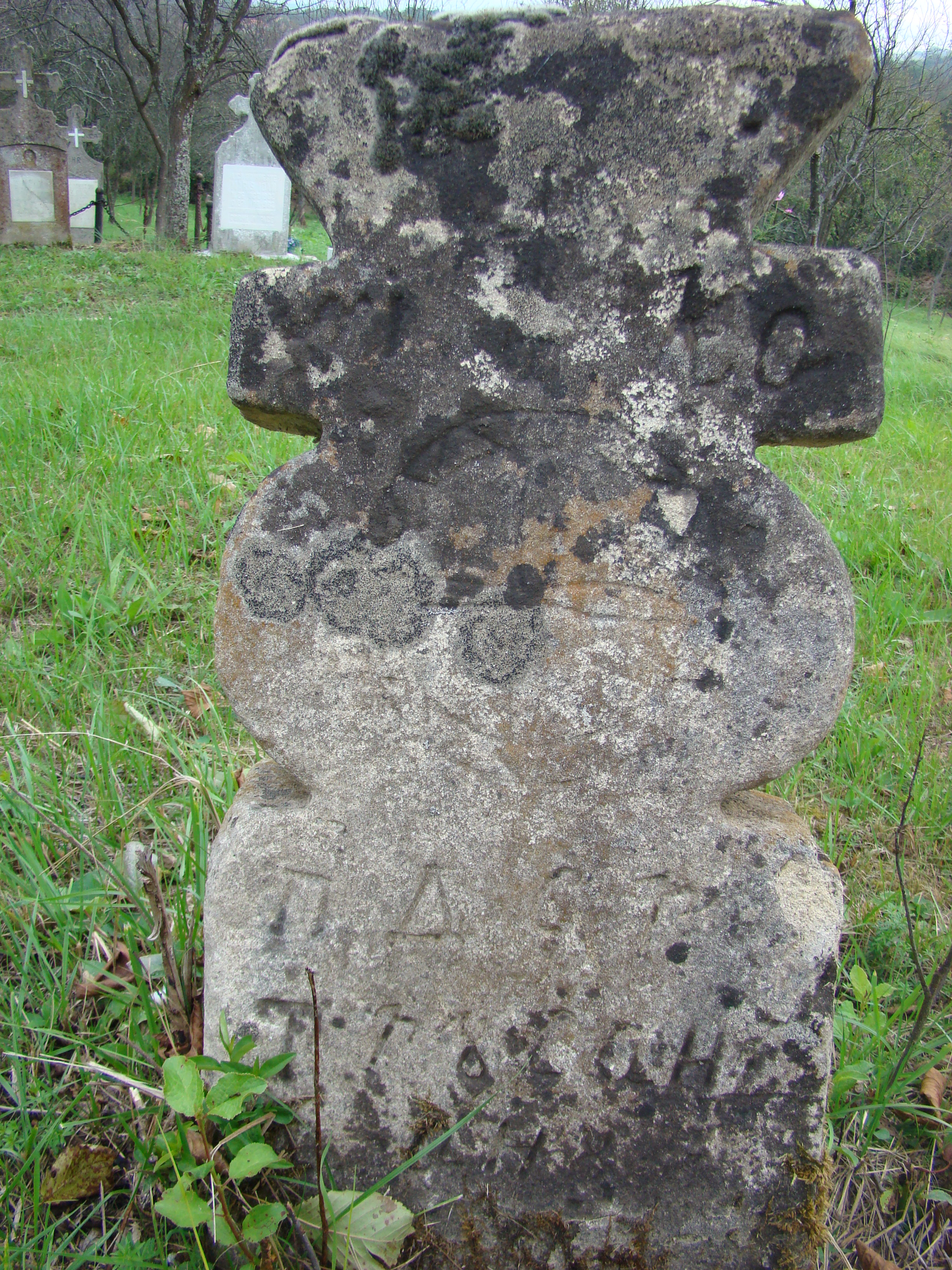
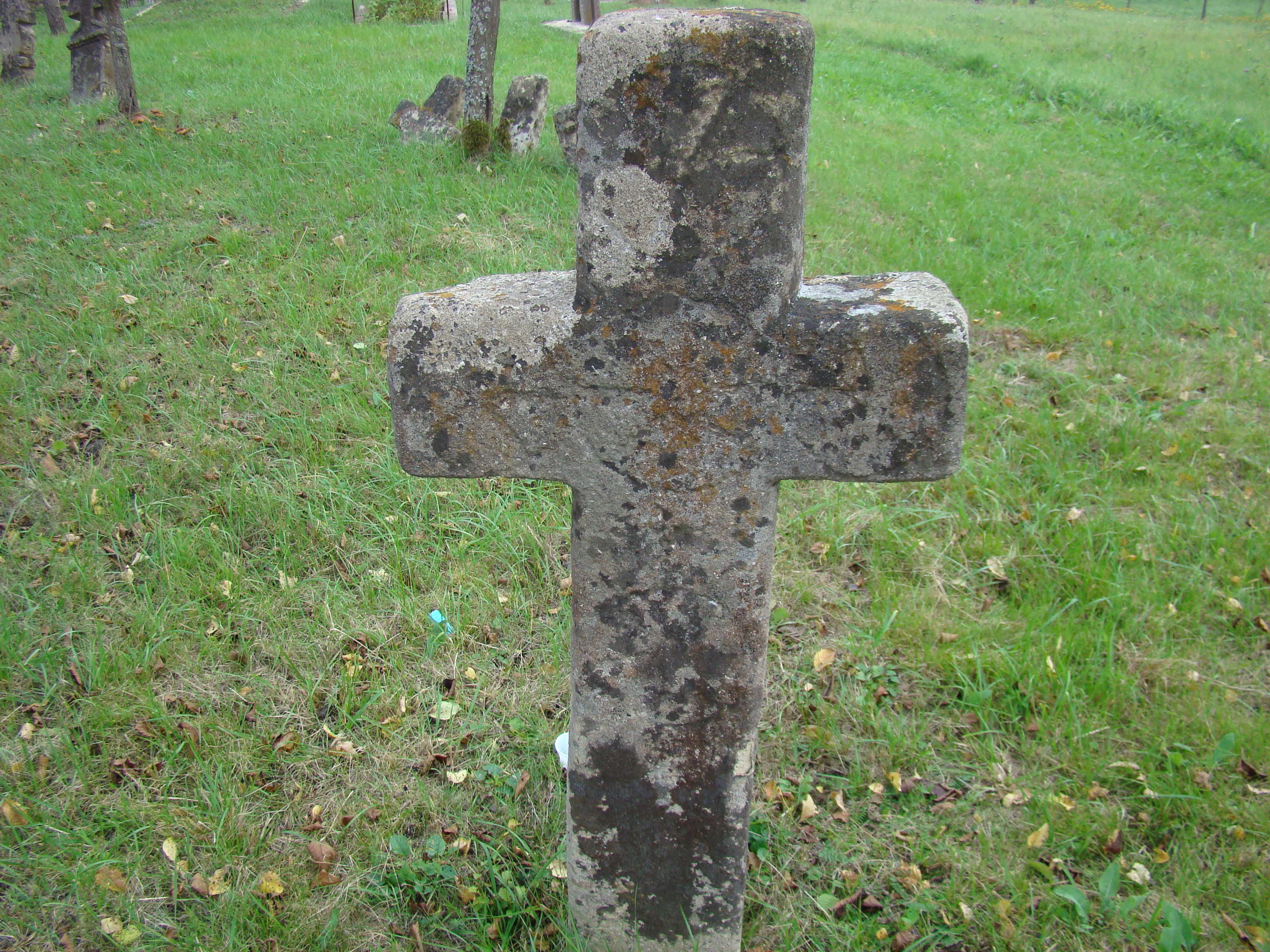
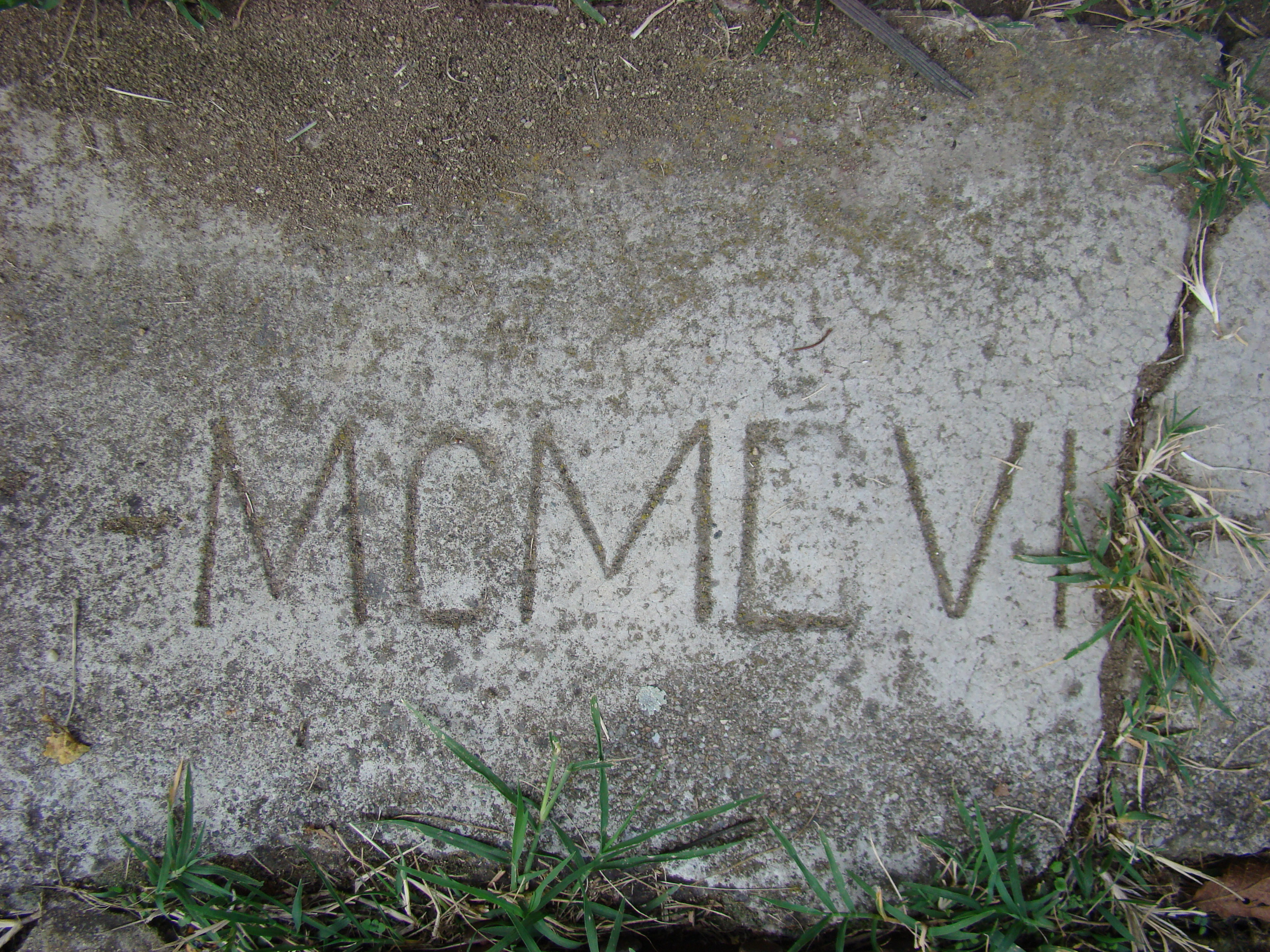
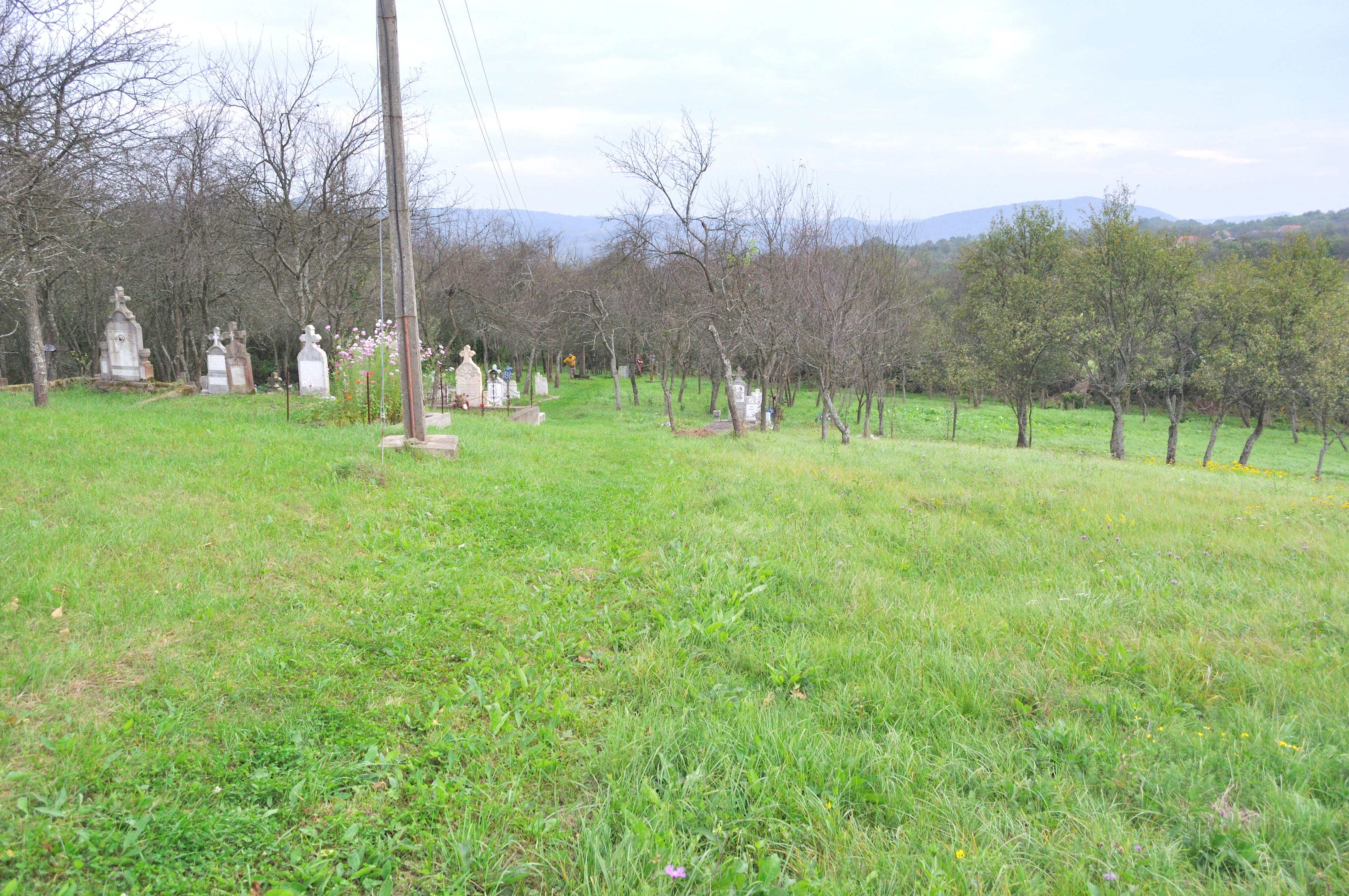